# Collection de la National Gallery de Londres

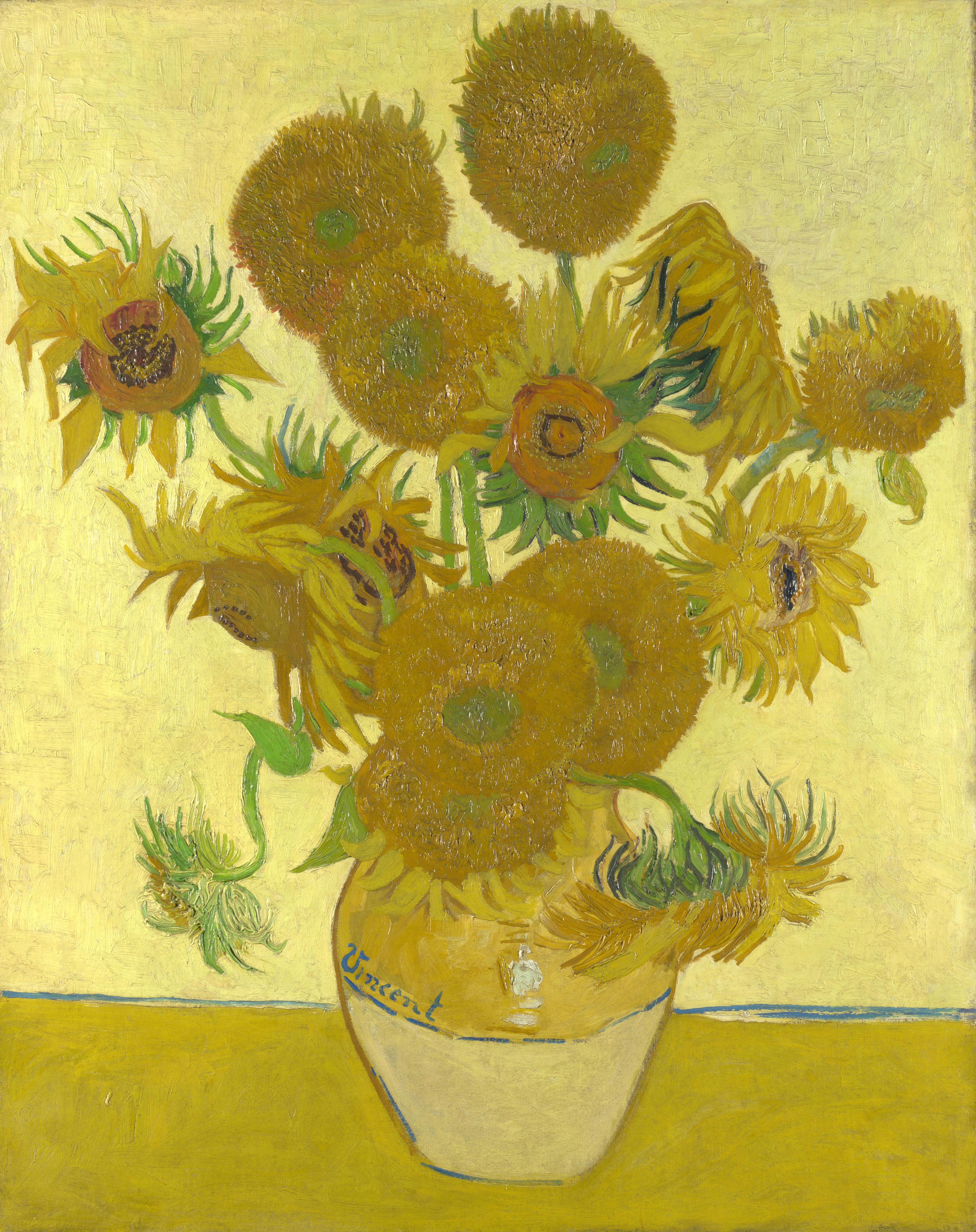
Vincent van Gogh, Vase avec quinze tournesols (1888).

La National Gallery à Londres est le musée national d'art le plus important de Grande-Bretagne, situé à Trafalgar Square, dans le centre de la ville. Fondé en 1824 avec l'achat initial de 36 tableaux par le gouvernement britannique, ses collections se montent aujourd'hui à environ 2 300 peintures, datant du milieu du XIIIe siècle à 1900, dont l'essentiel est visible par le public. Cette page présente les œuvres les plus importantes de la collection, qui, contrairement aux autres grands musées européens, ne comprend que des peintures. 

## Collection

### École hollandaise
- Gerard ter Borch - 5 peintures

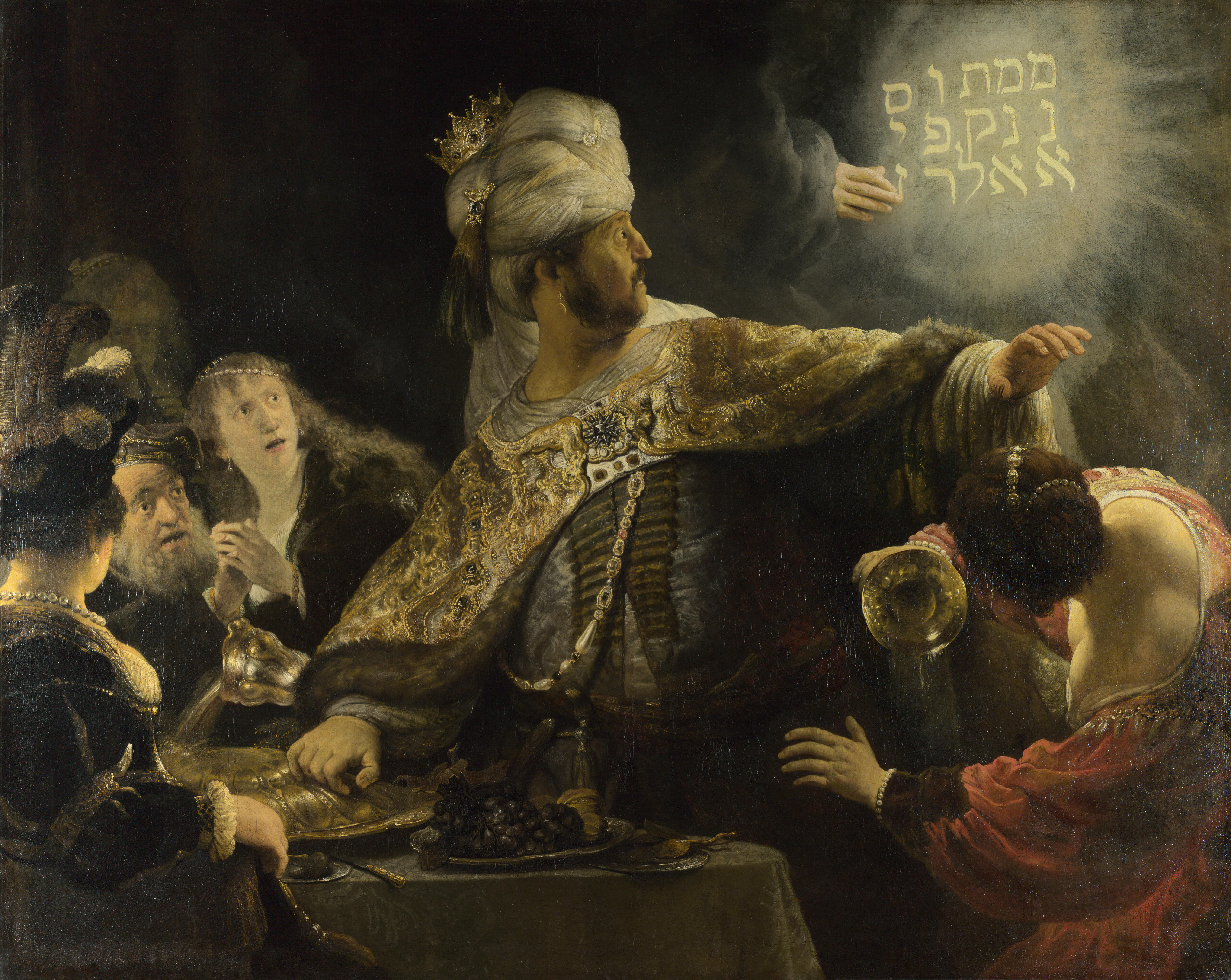
Rembrandt, Le Festin de Balthazar (1635).

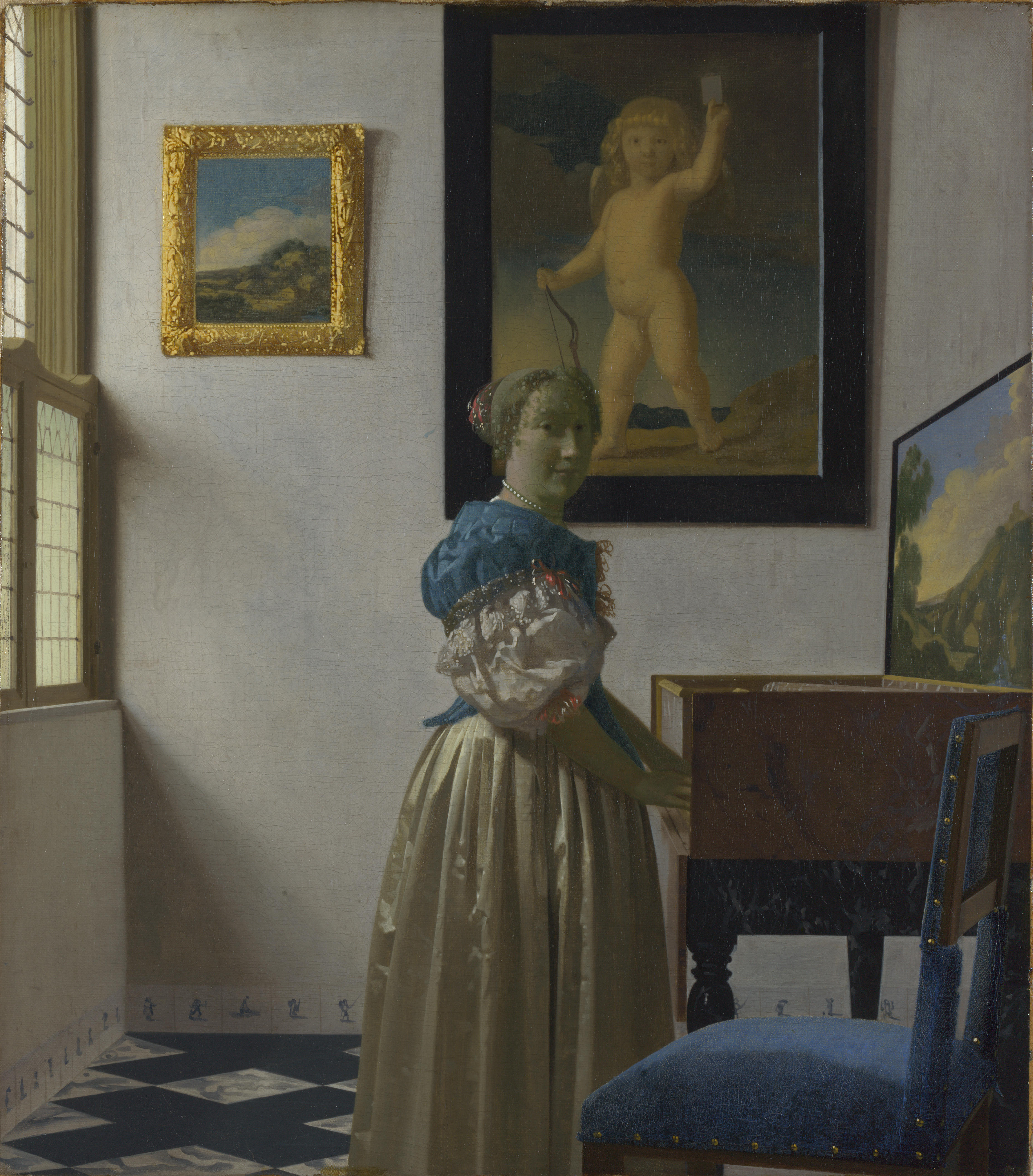
Johannes Vermeer, Une Dame debout au virginal (1670-1672).

- Dirk Bouts - 4 peintures dont La Mise au tombeau
- Albert Cuyp - 11 peintures dont Paysans et bétail près de la Merwede
- Gérard Dou - 3 peintures
- Carel Fabritius : Autoportrait avec bonnet de fourrure et cuirasse
- Jan van Goyen - 10 peintures
- Frans Hals - 1 peinture : Jeune homme tenant un Crâne
- Meindert Hobbema - 9 peintures dont L'Allée de Middelharnis
- Pieter de Hooch - 5 peintures dont :
  - Cour d'une maison à Delft
  - Une femme buvant avec deux hommes
  - Deux femmes dans une cour
- Johan Barthold Jongkind - 3 peintures
- Jacob Jordaens - 3 peintures
- Gabriel Metsu - 5 peintures
- Aernout van der Neer - 9 peintures
- Adriaen van Ostade - 4 peintures
- Rembrandt - 20 peintures dont :
  - Le Festin de Balthazar
  - Femme se baignant dans un ruisseau
  - Le Christ et la Femme adultère
  - Autoportrait à l'âge de 34 ans
  - Autoportrait à l'âge de 63 ans
  - Portrait de Hendrickje Stoffels
  - Saskia en costume
- Jacob van Ruisdael - 1 peinture
- Salomon van Ruysdael - 6 peintures
- Jan Steen - 10 peintures
- Adriaen van de Velde - 7 peintures
- Willem van de Velde le Jeune - 16 peintures
- Vincent van Gogh - 9 peintures dont :
  - La Chaise de Vincent
  - Champ de blé avec cyprès
  - Deux Crabes
  - Les Tournesols
- Johannes Vermeer - 2 peintures : 
  - Une dame debout au virginal
  - Jeune femme jouant du virginal
- Jan Weenix - 2 peintures
- Philips Wouwerman - 11 peintures

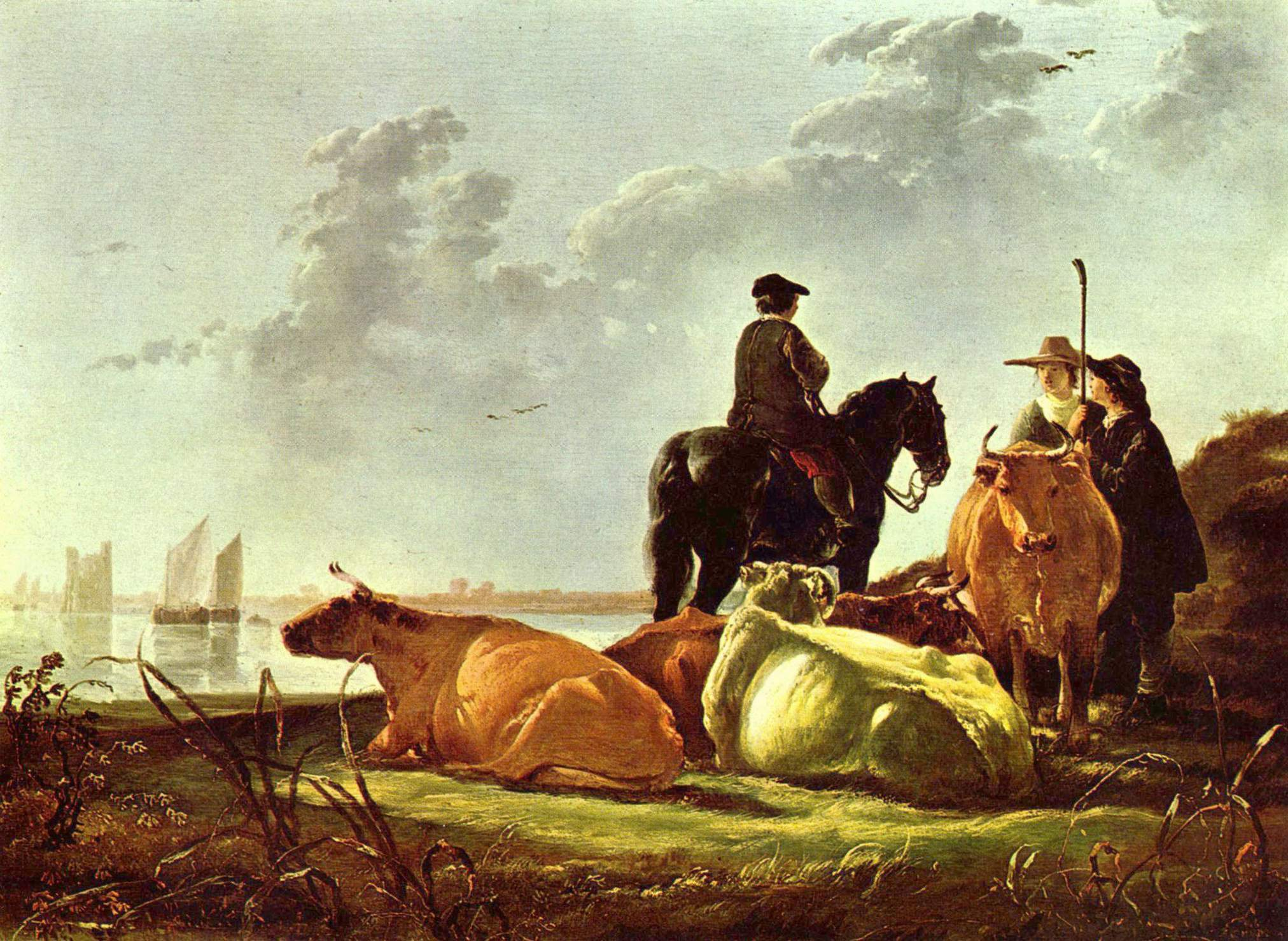
Albert Cuyp - Paysans et bétail près de la Merwede (1658-60)
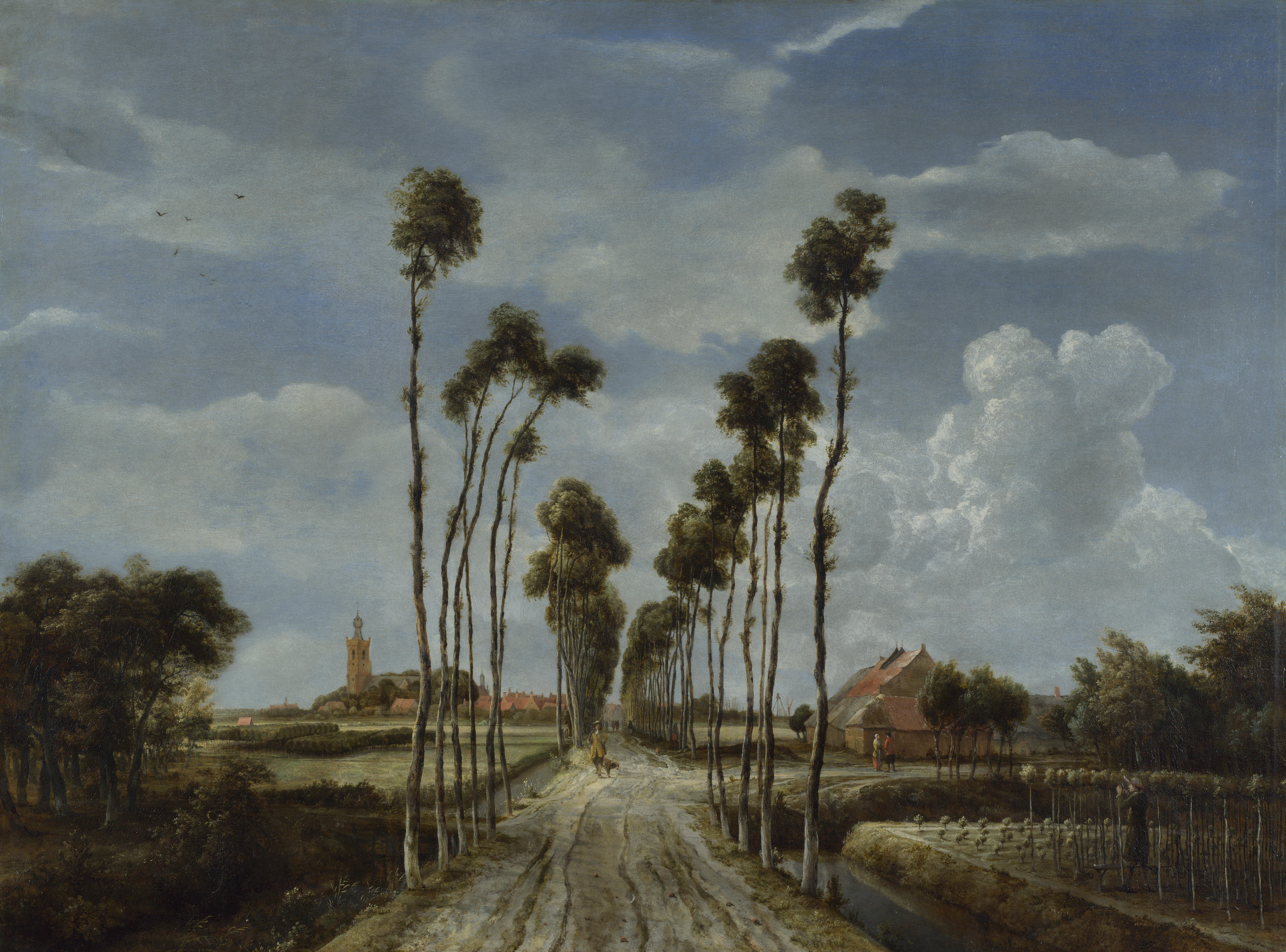
Meindert Hobbema - L'Allée de Middelharnis (1689)
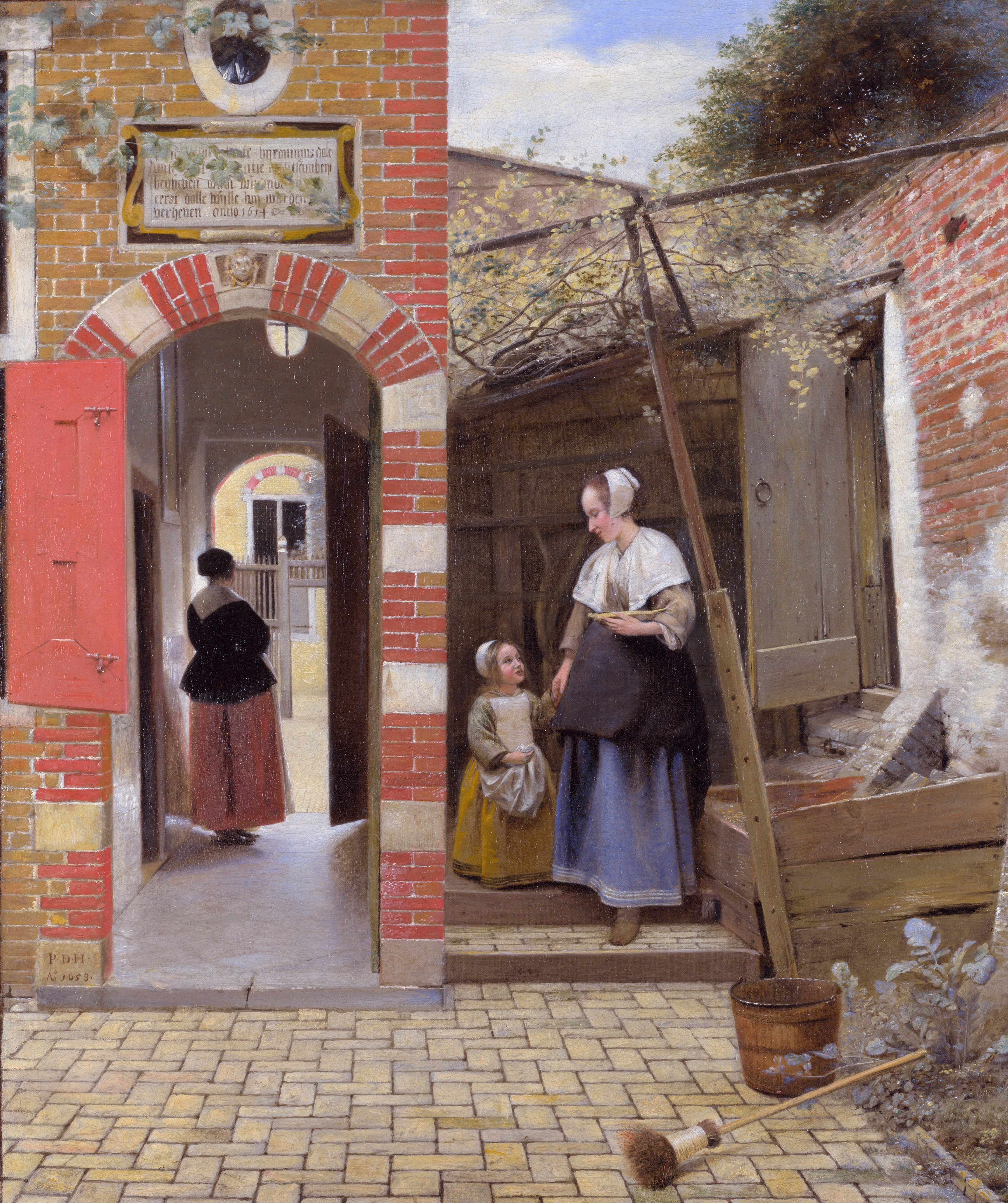
Pieter de Hooch - Cour intérieure d'une maison à Delft (1658)
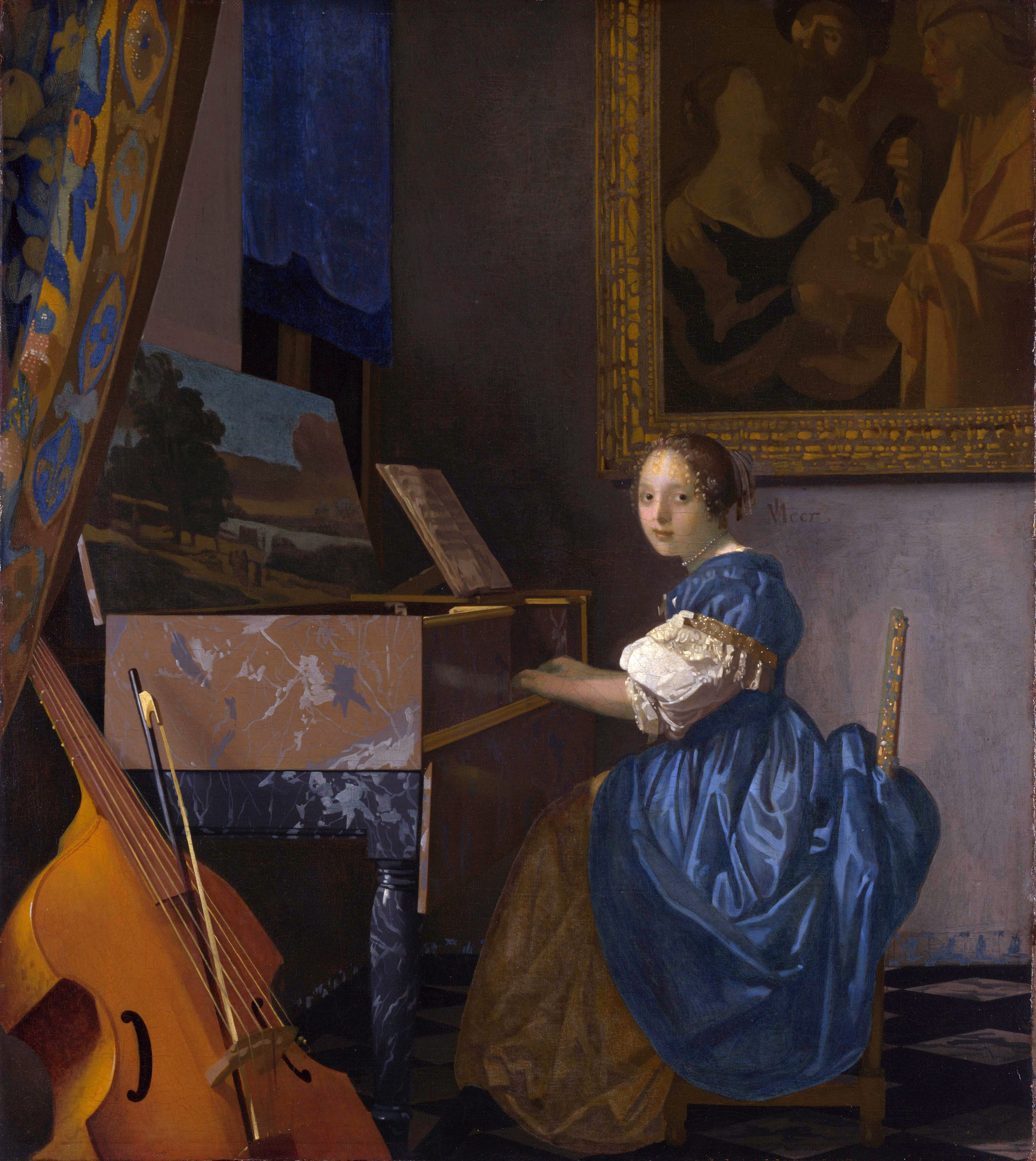
Johannes Vermeer - Une dame assise au Virginal (1670-2)

### École anglaise

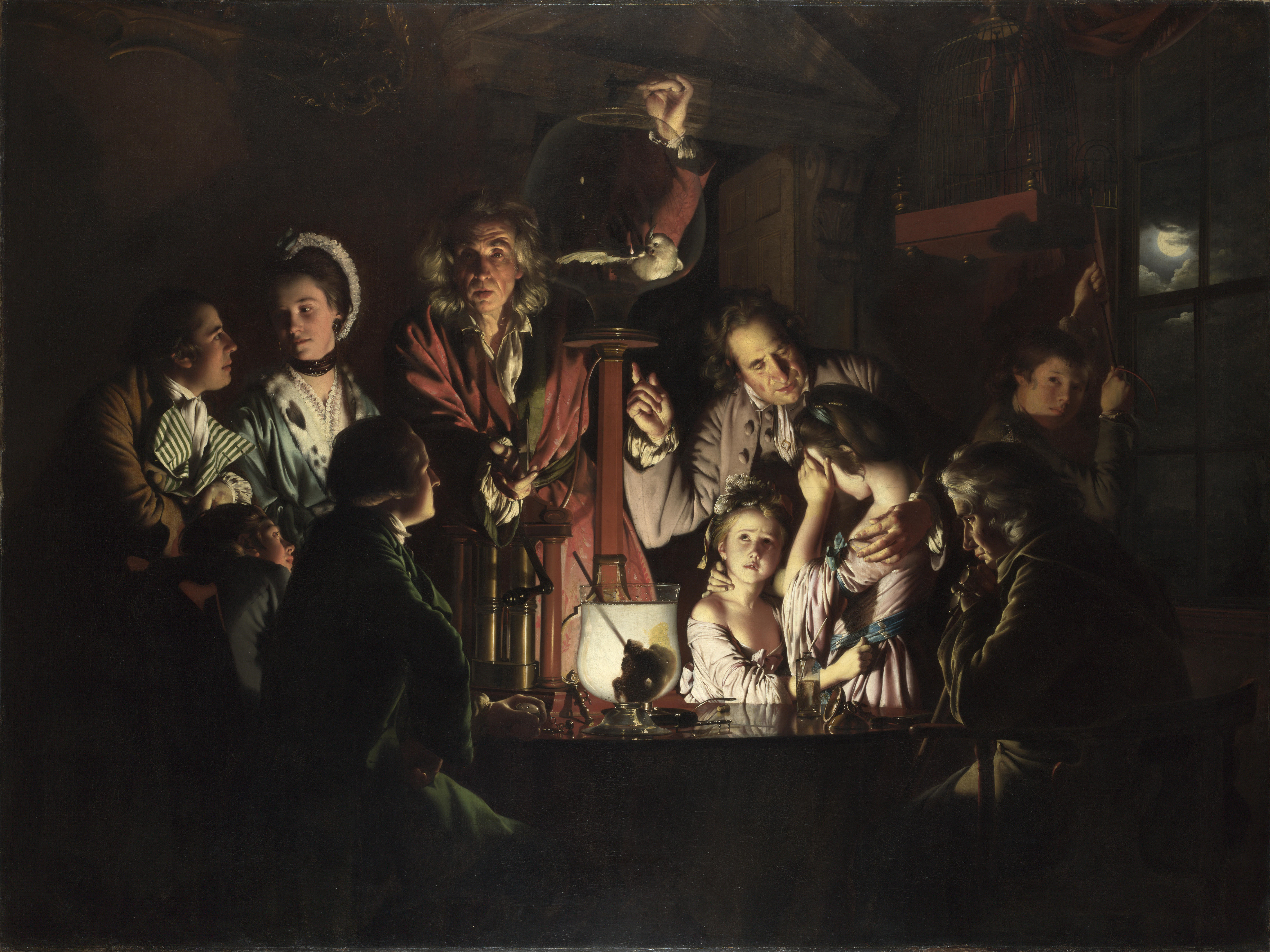
Joseph Wright of Derby, An Experiment on a Bird in the Air Pump (1768).

- John Constable - 7 peintures dont :
  - La Charrette de foin
  - Le Champ de blé
  - Le Moulin de Stratford
- Thomas Gainsborough - 11 peintures dont :
  - La Promenade Matinale
  - Les Époux Andrews
  - La Charrette
  - Cornard Wood, près de Sudbury
  - Mrs Siddons
  - John Plampin
- William Hogarth - 8 peintures dont :
  - Les Enfants Graham
  - les 6 toiles du Marriage A-la-Mode
- John Hoppner - 1 peinture
- Thomas Lawrence - 5 peintures dont : L'Enfant en rouge
- Frederic Leighton - 1 peinture : La Madone de Cimabue portée en procession à Florence
- Joshua Reynolds - 5 peintures dont Lady Cockburn et ses enfants
- George Stubbs - 3 peintures dont Whistlejacket
- William Turner - 11 peintures dont :
  - Le Dernier Voyage du Téméraire
  - Bateaux hollandais dans la tempête
  - La Jetée de Calais
  - Pluie, Vapeur et Vitesse
  - Ulysse se moquant de Polyphème
  - Didon construisant Carthage
  - et la collection d'estampes Liber Studiorum
- Joseph Wright of Derby - 2 peintures dont An Experiment on a Bird in the Air Pump

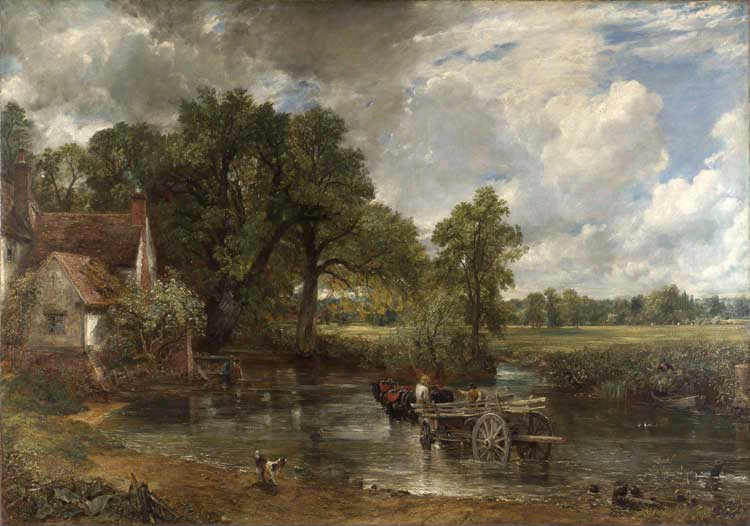
John Constable - La Charrette de foin (1821)
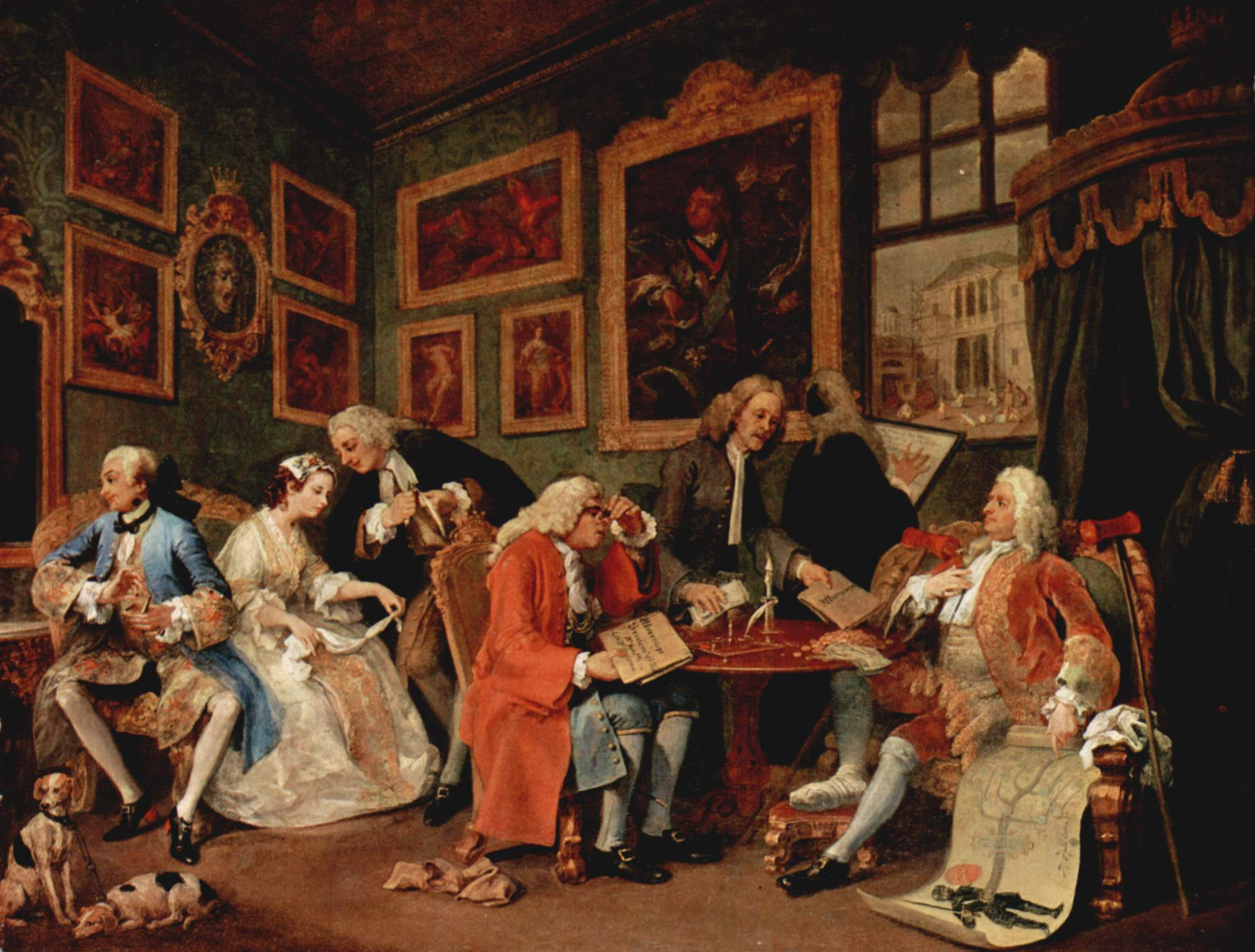
William Hogarth - Mariage à la mode (1743)
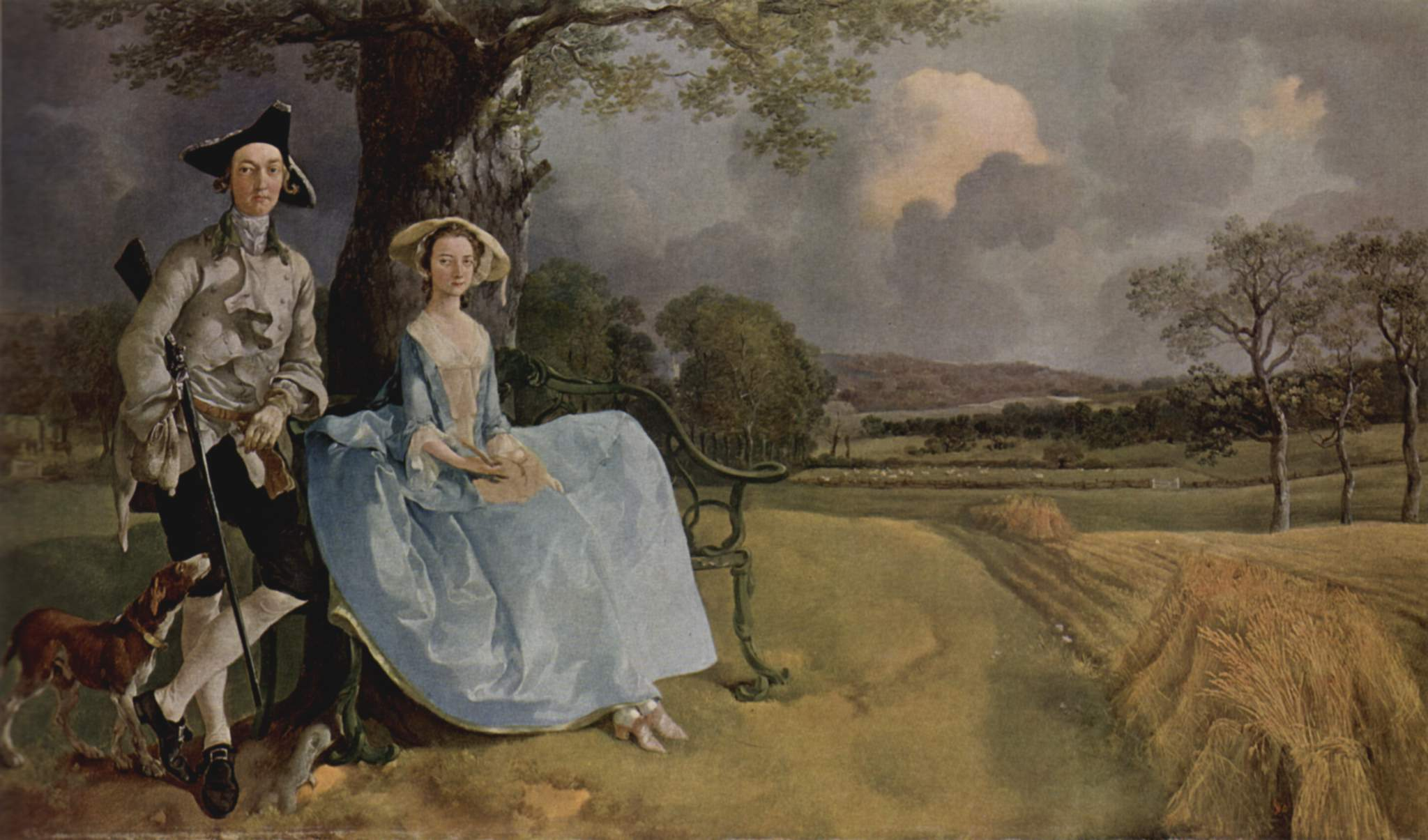
Thomas Gainsborough - Mr and Mrs Andrews (1750)
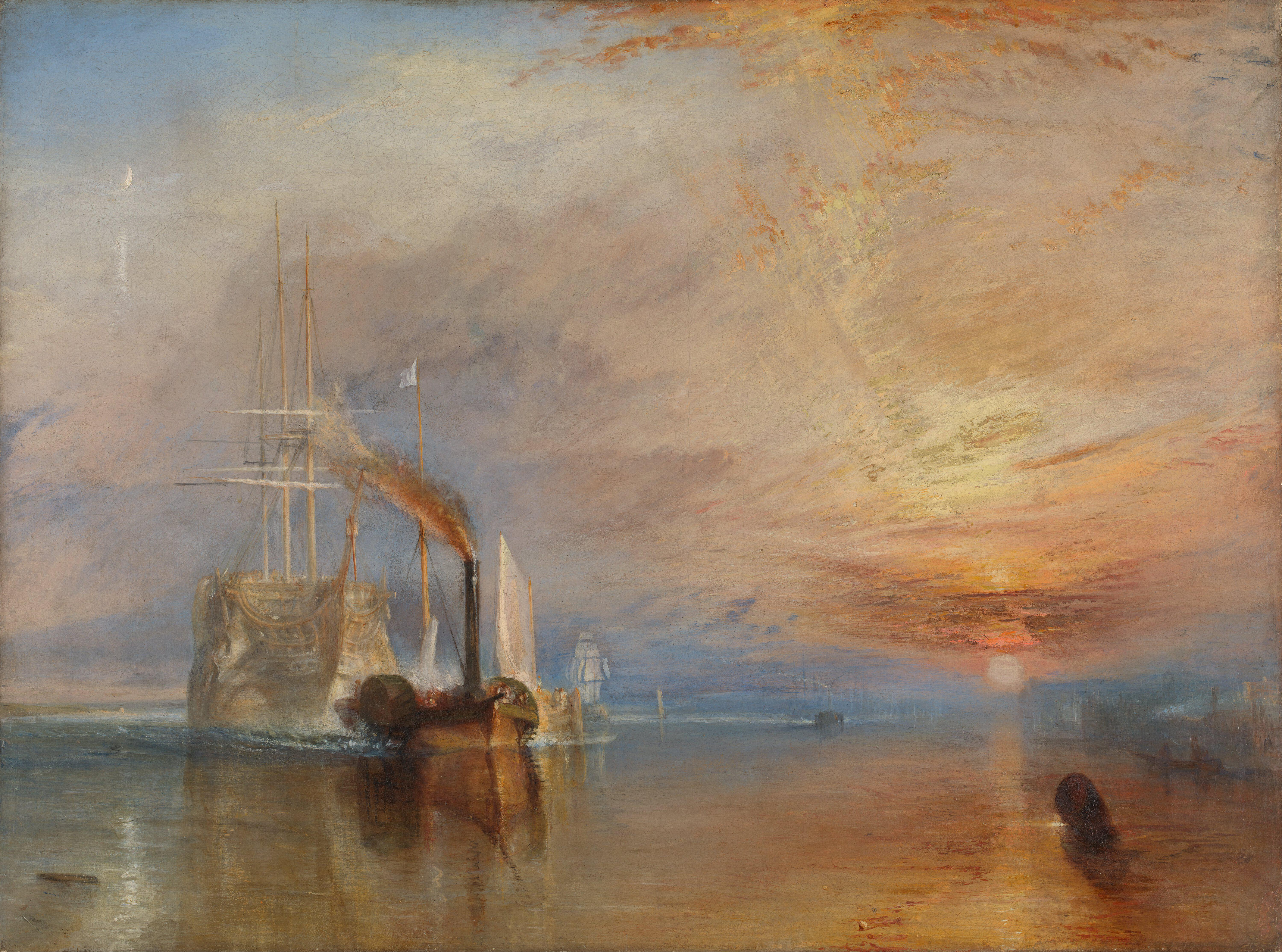
William Turner - Le Dernier Voyage du Téméraire (1839)

### École flamande

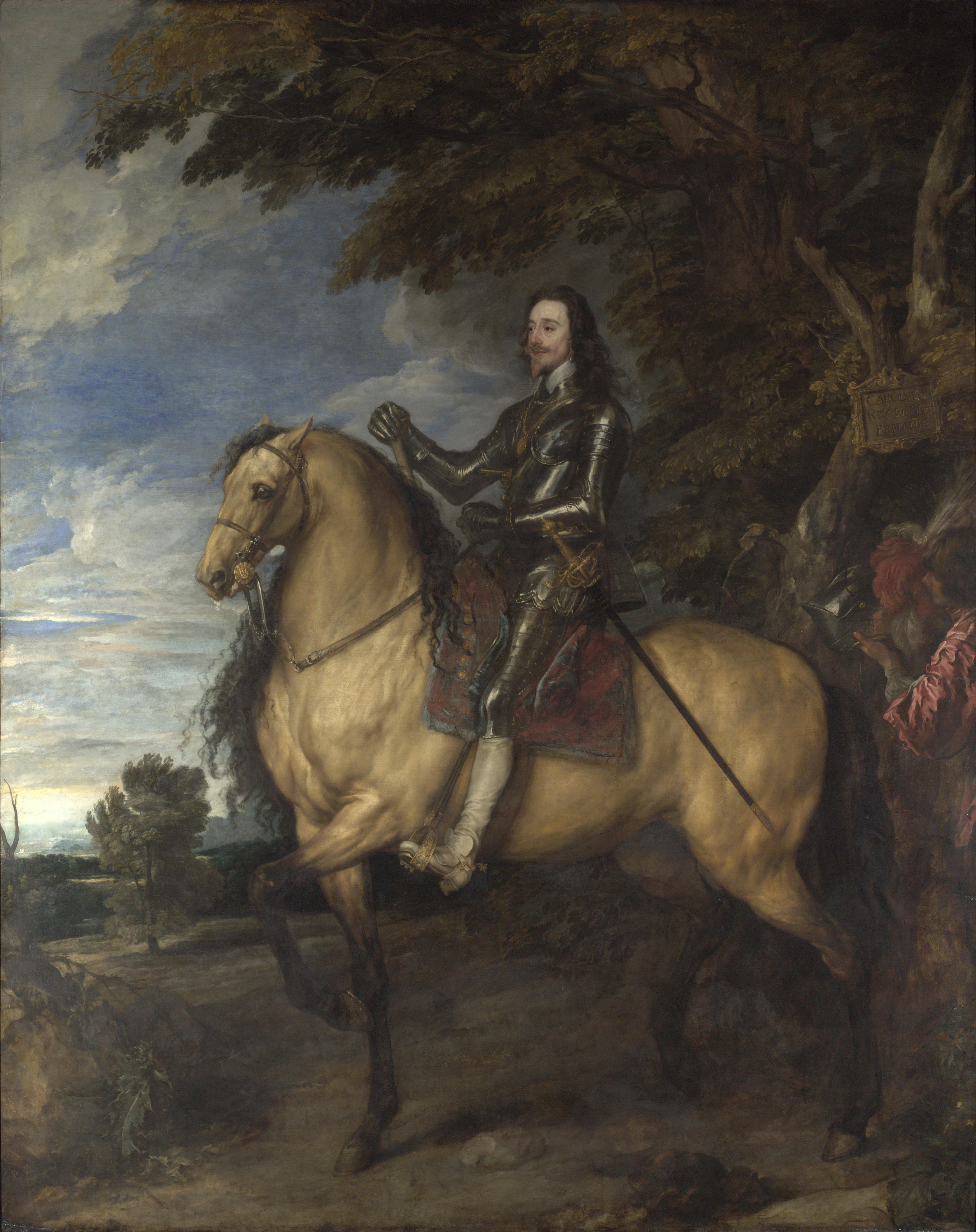
Antoine van Dyck, Portrait équestre de Charles Ier (1637-1638).

- Jérôme Bosch - 1 peinture : Le Couronnement d'épines
- Paul Bril - 1 peinture : Diane et Callisto
- Jan Brueghel l'Ancien - 3 peintures
- Pieter Brueghel l'Ancien - 1 peinture : L'Adoration des mages
- Robert Campin - 4 peintures :
  - La Vierge à l'écran d'osier
  - Portraits d'un homme et d'une femme
  - Triptyque Seilern
- Petrus Christus - 2 peintures : 
  - Portrait d'Edward Grimston
  - Portrait d'un jeune homme
- Jan Mabuse - 8 peintures : 
  - L'Adoration des mages
  - Couple de vieux Epoux
  - Jeune princesse
  - Adam et Eve
- Quentin Metsys - 3 peintures dont la Vieille femme grotesque
- Hans Memling - 5 peintures dont le Triptyque Donne et deux panneaux du Triptyque Pagagnotti
- Pierre Paul Rubens - 24 peintures dont :
  - Le Chapeau de paille
  - Deux des six versions du Jugement de Pâris
  - Samson et Dalila
  - Minerve protégeant la Paix de Mars
  - Vue de Het Steen au petit matin
  - Le Serpent d'airain
- David Teniers le Jeune - 15 peintures
- Antoine van Dyck - 16 peintures dont le Portrait équestre de Charles Ier
- Jan van Eyck - 3 peintures dont :
  - L'Homme au turban rouge
  - Léal Souvenir
  - Les Époux Arnolfini
- Roger van der Weyden - 2 panneaux dont Marie-Madeleine lisant

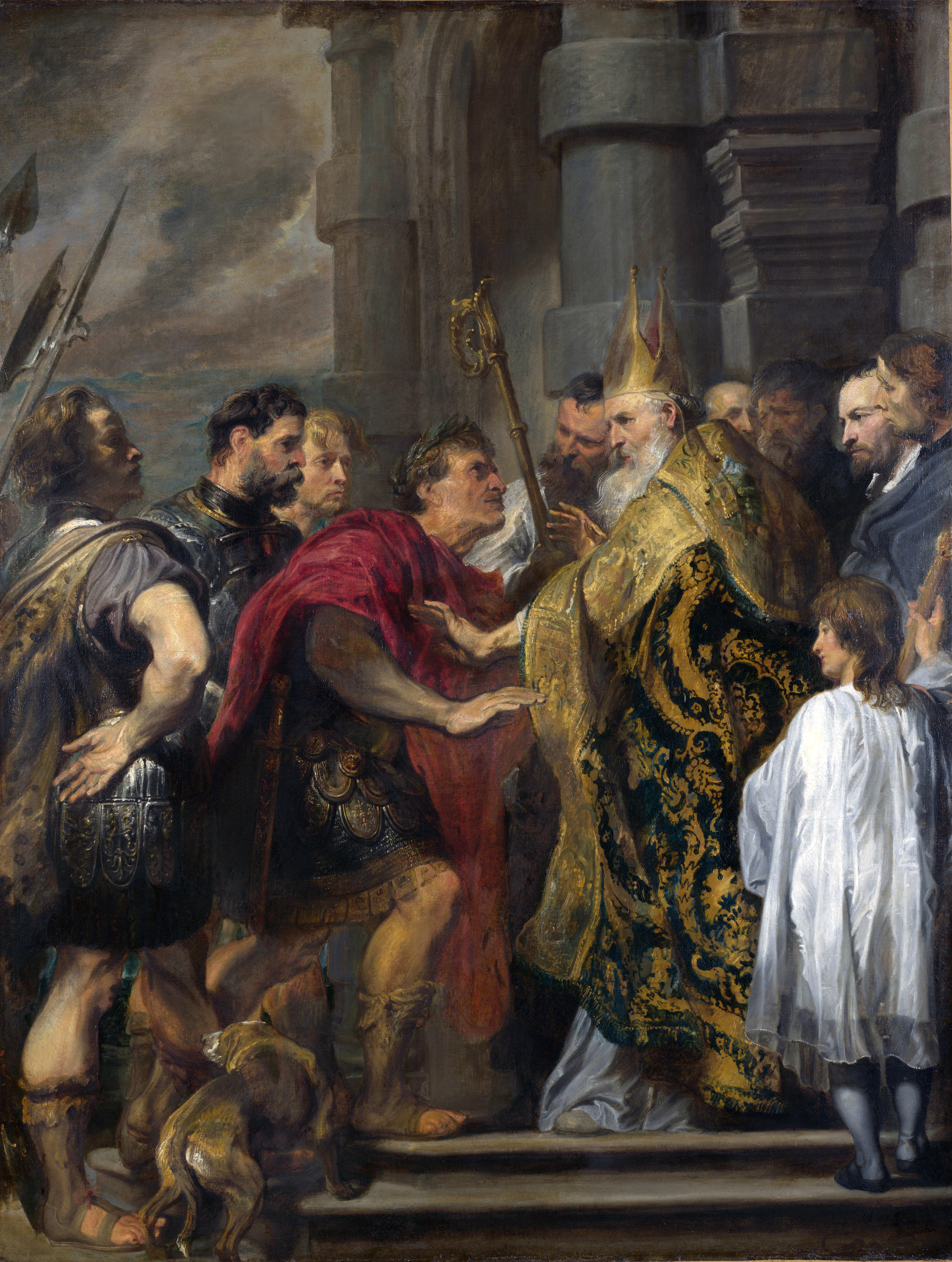
Antoine van Dyck - Ambroise de Milan refusait l'entrée dans l'Église à l'empereur Théodose Ier (1619-20)
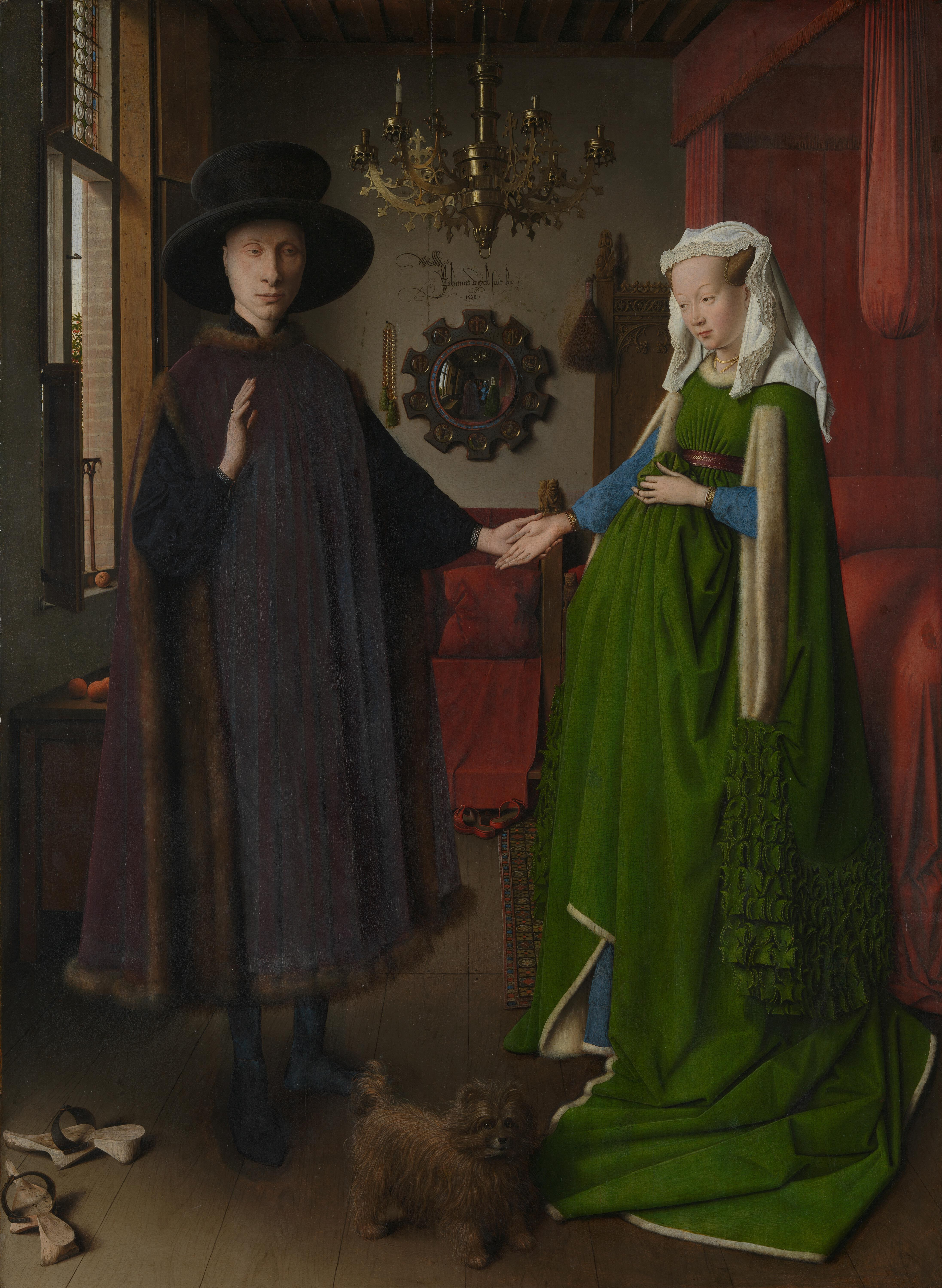
Jan van Eyck - Les Époux Arnolfini (1434)
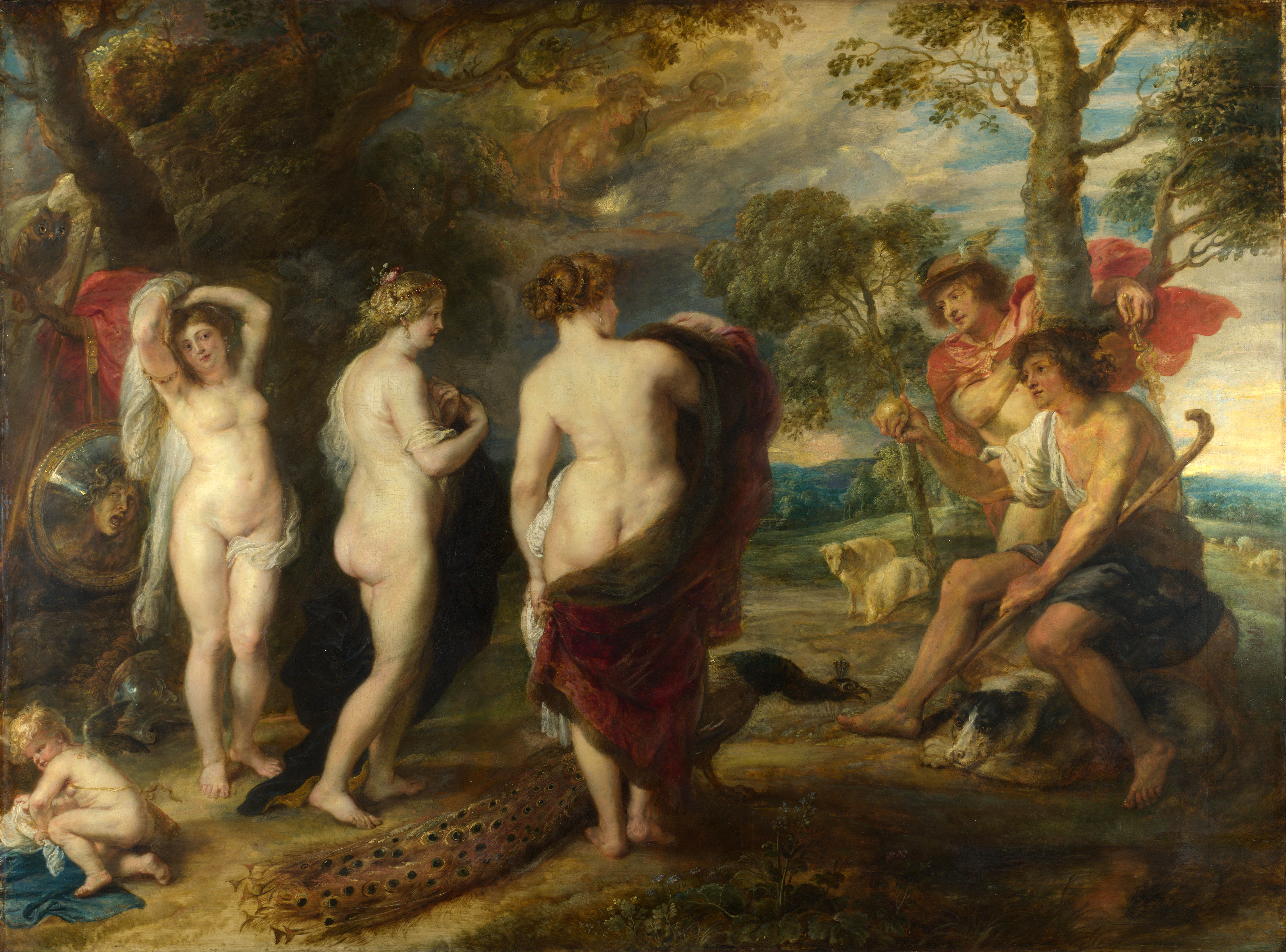
Pierre Paul Rubens - Le Jugement de Pâris (1632-5)
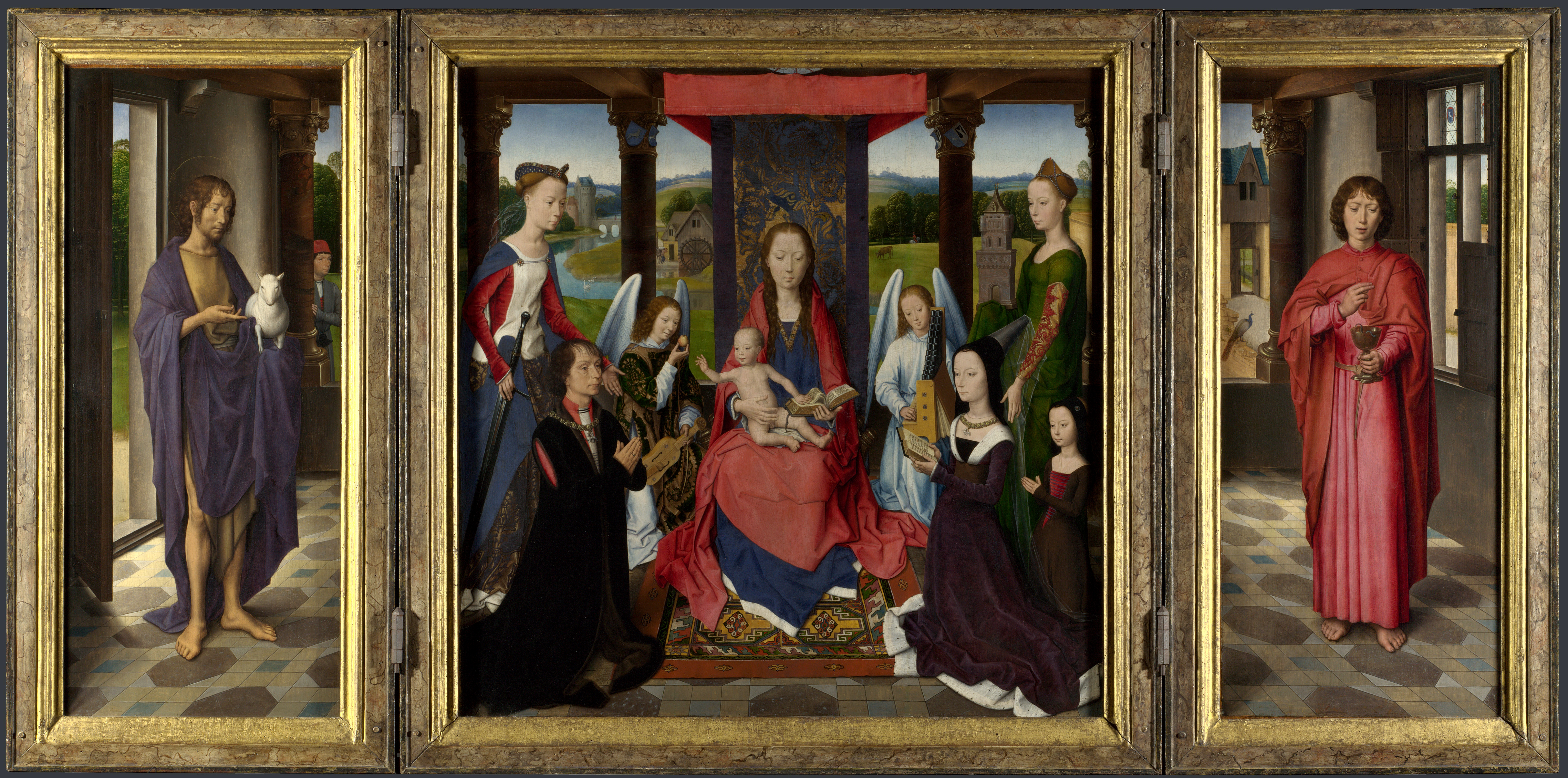
Hans Memling - Triptyque de Sir John Donne of Kidwelly (v. 1475)

### École française

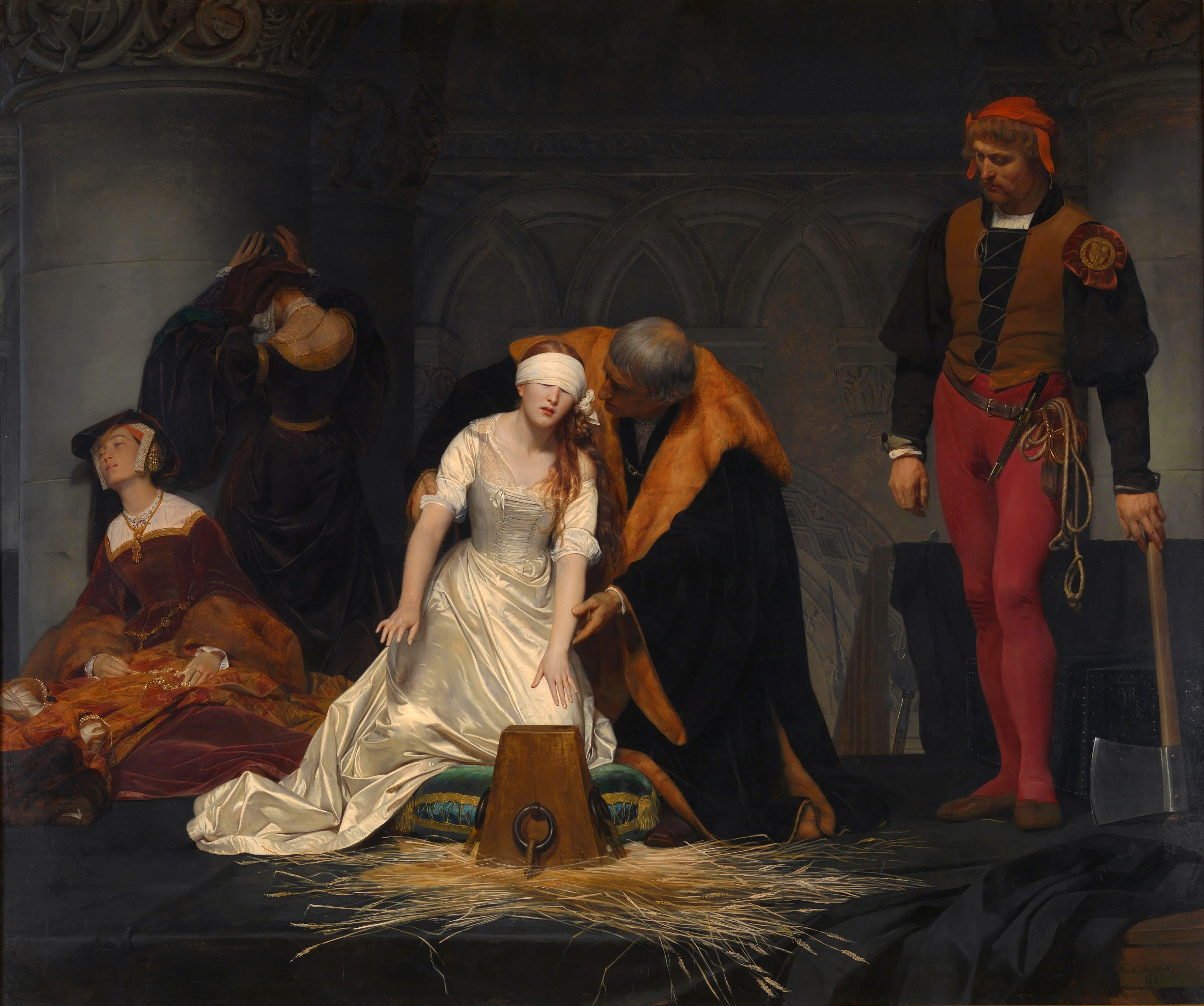
Paul Delaroche, Le Supplice de Jane Grey (1833)

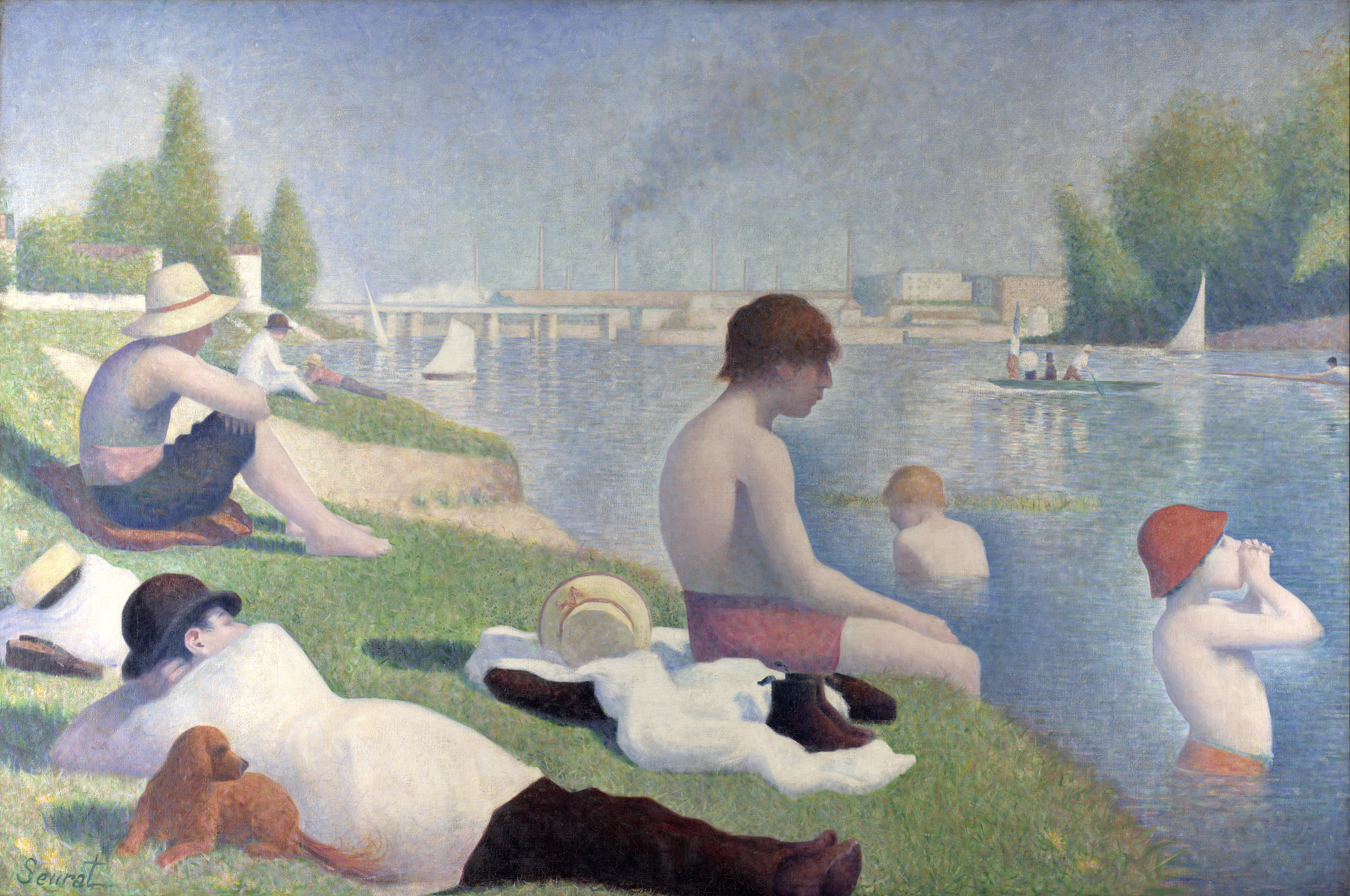
Georges Seurat, Une baignade à Asnières (1884).

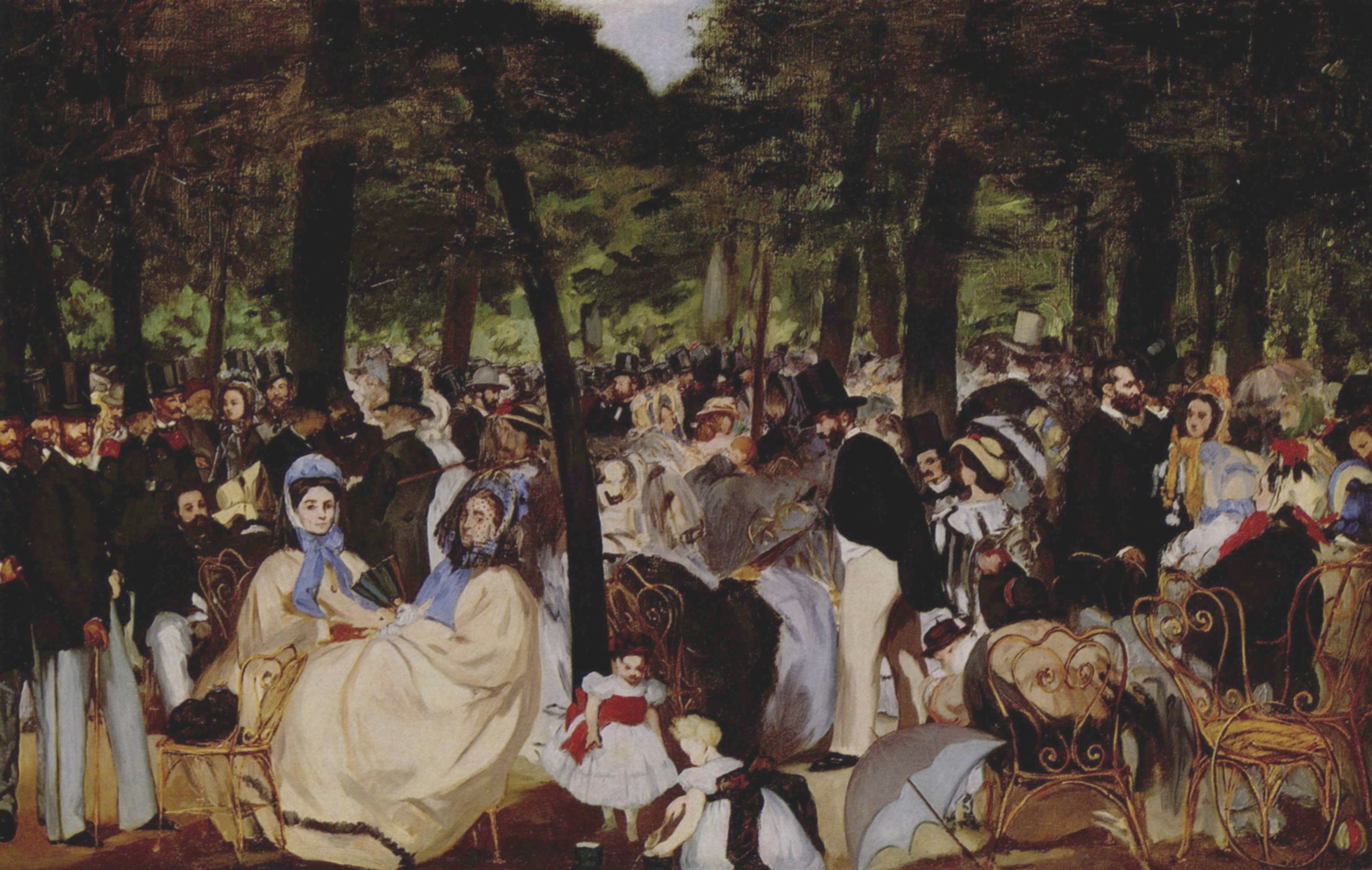
Édouard Manet, La Musique aux Tuileries (1862)

- François Boucher - 2 peintures : Paysage avec un moulin à eau et Pan et Syrinx
- Marie Blancour - 1 peinture : Fleurs dans un vase en terre cuite
- Paul Cézanne - 11 peintures dont Autoportrait, Les Grandes Baigneuses et Sous-bois devant les grottes au-dessus du Château Noir
- Philippe de Champaigne - 2 peintures dont Le Cardinal de Richelieu
- Jean Siméon Chardin - 3 peintures dont Le Château de cartes
- Jean-Baptiste Corot - 25 peintures
- Henri-Pierre Danloux - 1 peinture : Portrait du baron de Besenval
- Jacques-Louis David - 2 peintures : le Portrait de Jacobus Blauw et le portrait de la comtesse Vilain XIIII, née Sophie de Feltz.
- Edgar Degas - 15 peintures : La Coiffure ;Après le bain, Femme s'essuyant ; Miss Lala au cirque Fernando ; Hélène Rouart dans le bureau de son père

- Eugène Delacroix - 2 peintures
- Paul Delaroche - 4 peintures dont Charles Ier insulté par les soldats de Cromwell et Le Supplice de Jane Grey
- François-Hubert Drouais - 1 peinture : Madame de Pompadour à son métier à broder
- Gaspard Dughet - 8 peintures
- Jean-Honoré Fragonard - 1 peinture : Psyché montrant à ses sœurs ses cadeaux de Cupidon
- Paul Gauguin - 4 peintures dont Faa Iheihe
- Le Lorrain (appelé simplement Claude à la National Gallery[1]) - 12 peintures dont : 
  - L'Embarquement de la reine de Saba
  - Psyché devant le palais de Cupidon
  - Vue de Délos avec Enée
  - Port de mer avec l'embarquement de sainte Ursule
- Théodore Géricault - 2 peintures dont Cheval isabelle effrayé par l'orage
- Jean-Baptiste Greuze - 4 peintures
- Jean-Auguste-Dominique Ingres - 5 peintures dont :
  - Madame Moitessier assise 
  - Œdipe et le Sphinx
- Frères Le Nain : 4 peintures dont : 
  - Quatre figures à table
  - Une femme avec cinq enfants
- Jean-Étienne Liotard - 2 peintures
- Édouard Manet - 5 peintures dont :
  - La Musique aux Tuileries
  - Eva Gonzalès
  - Coin de café-concert
- Jean-François Millet - 1 peinture : Un vanneur
- Claude Monet - 17 peintures[2] dont :
  - La Plage de Trouville
  - Baigneurs à la Grenouillère
  - Rue sous la neige, Argenteuil
  - Bassin aux Nymphéas
  - Le Musée du Havre
- Gustave Moreau - Saint Georges et le Dragon
- Jean Marc Nattier - 2 peintures
- Camille Pissarro - 12 peintures dont La Route de Syndenham et Boulevard Montmartre, Effet de nuit
- Nicolas Poussin - 18 peintures dont Bacchanale devant un terme, L'Adoration des bergers, L'Adoration du Veau d'or, L'Eucharistie et L'Annonciation
- Auguste Renoir - 11 peintures dont Nymphe à la source, Les Parapluies, La Première Sortie et La Yole
- Henri Rousseau - 6 peintures dont Tigre dans une tempête tropicale
- Maître de Saint Gilles - 2 panneaux : La Messe de Saint Gilles et Saint Gilles et la biche
- Georges Seurat - 11 peintures dont Une baignade à Asnières
- Alfred Sisley - 7 peintures (dont une appartenant à la Tate Gallery) et dont Les Petits Prés au printemps, By
- Claude Joseph Vernet - 5 peintures
- Horace Vernet - 5 peintures
- Élisabeth Vigée Le Brun - 1 peinture : Autoportrait au chapeau de paille
- Antoine Watteau - 1 peinture

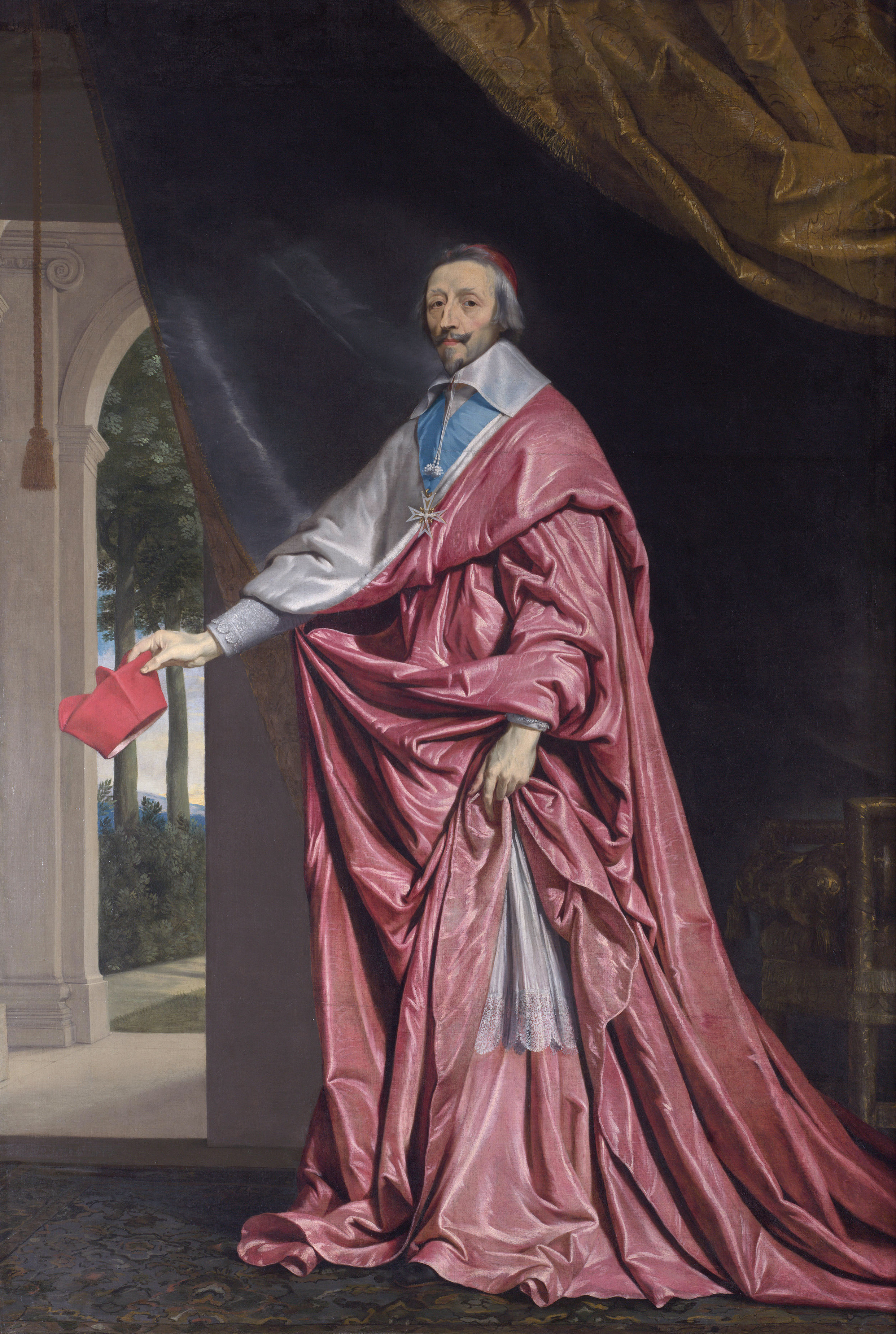
Philippe de Champaigne - Cardinal de Richelieu (1633-40)
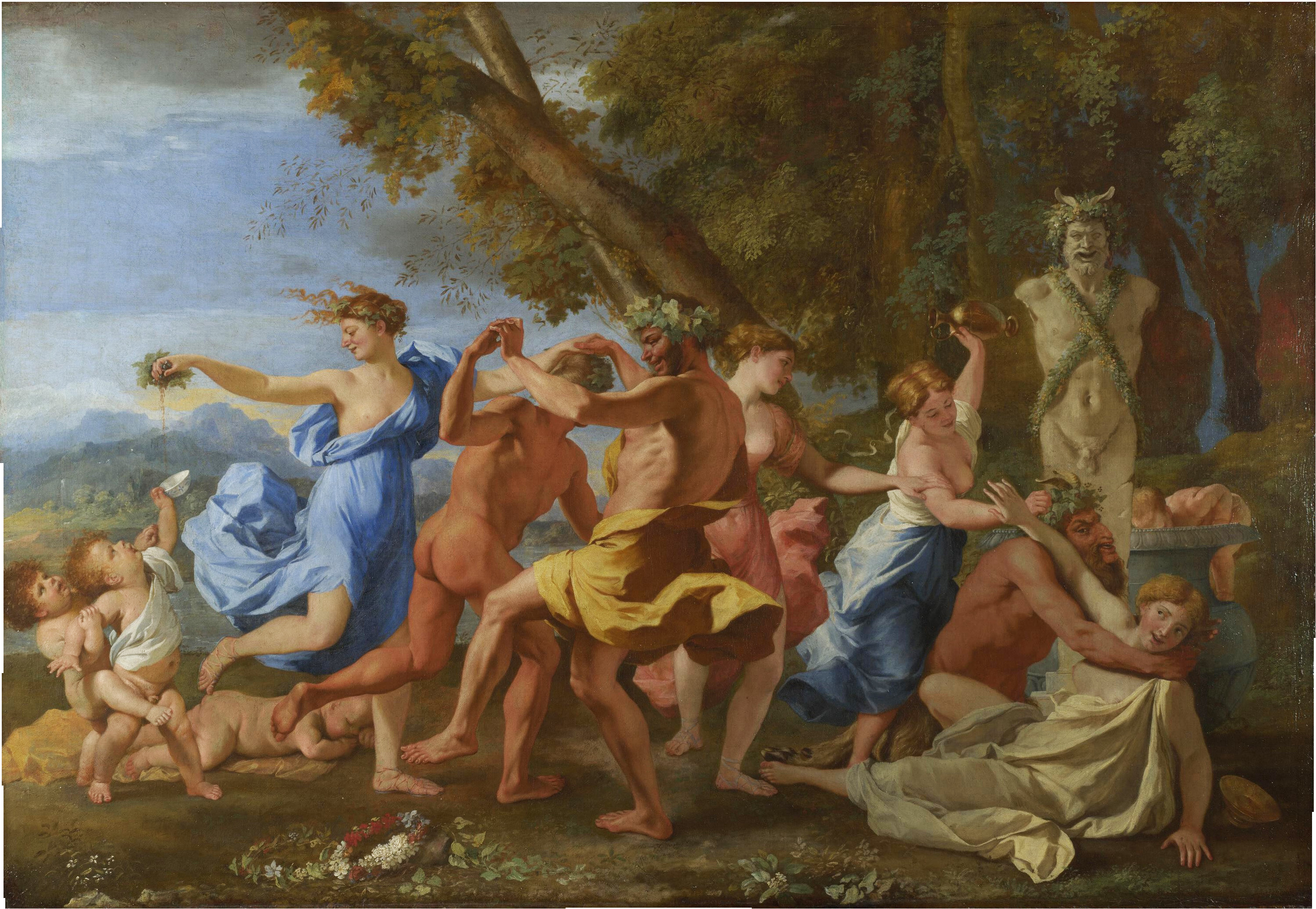
Nicolas Poussin - Bacchanale devant un terme (1632-3)
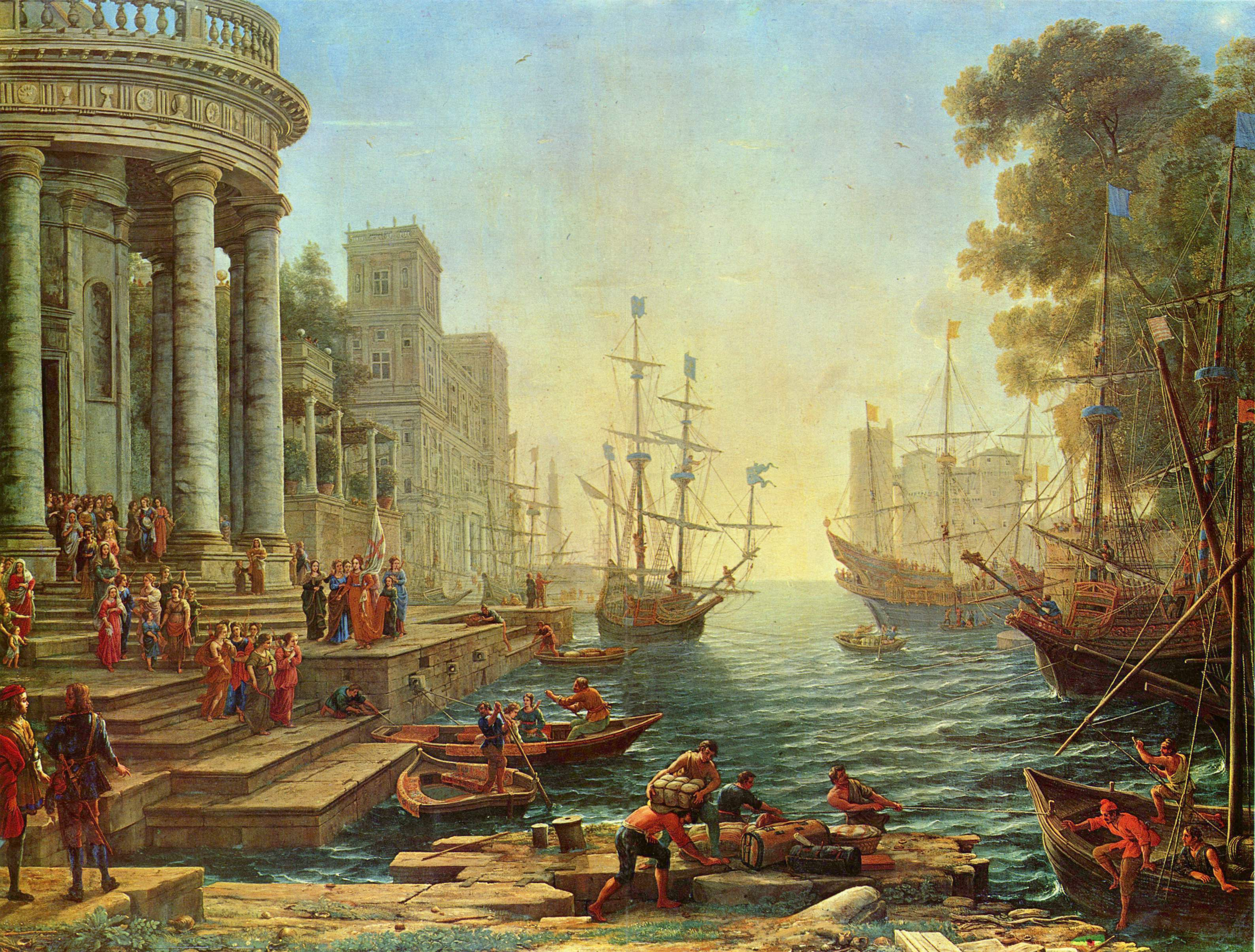
Le Lorrain - Port avec l'embarquement de Sainte-Ursule (1641)
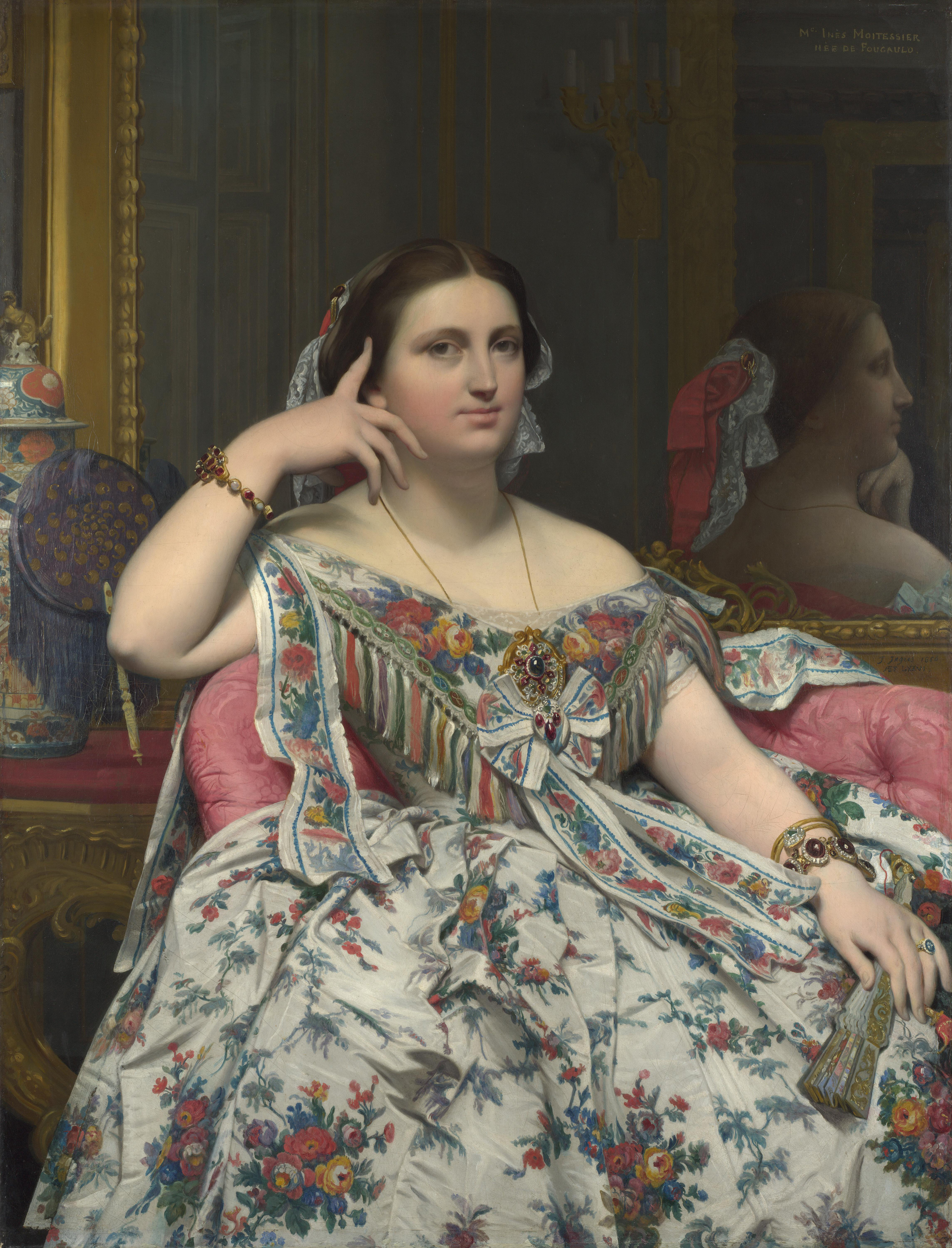
Jean-Auguste-Dominique Ingres - Madame Moitessier (1856)
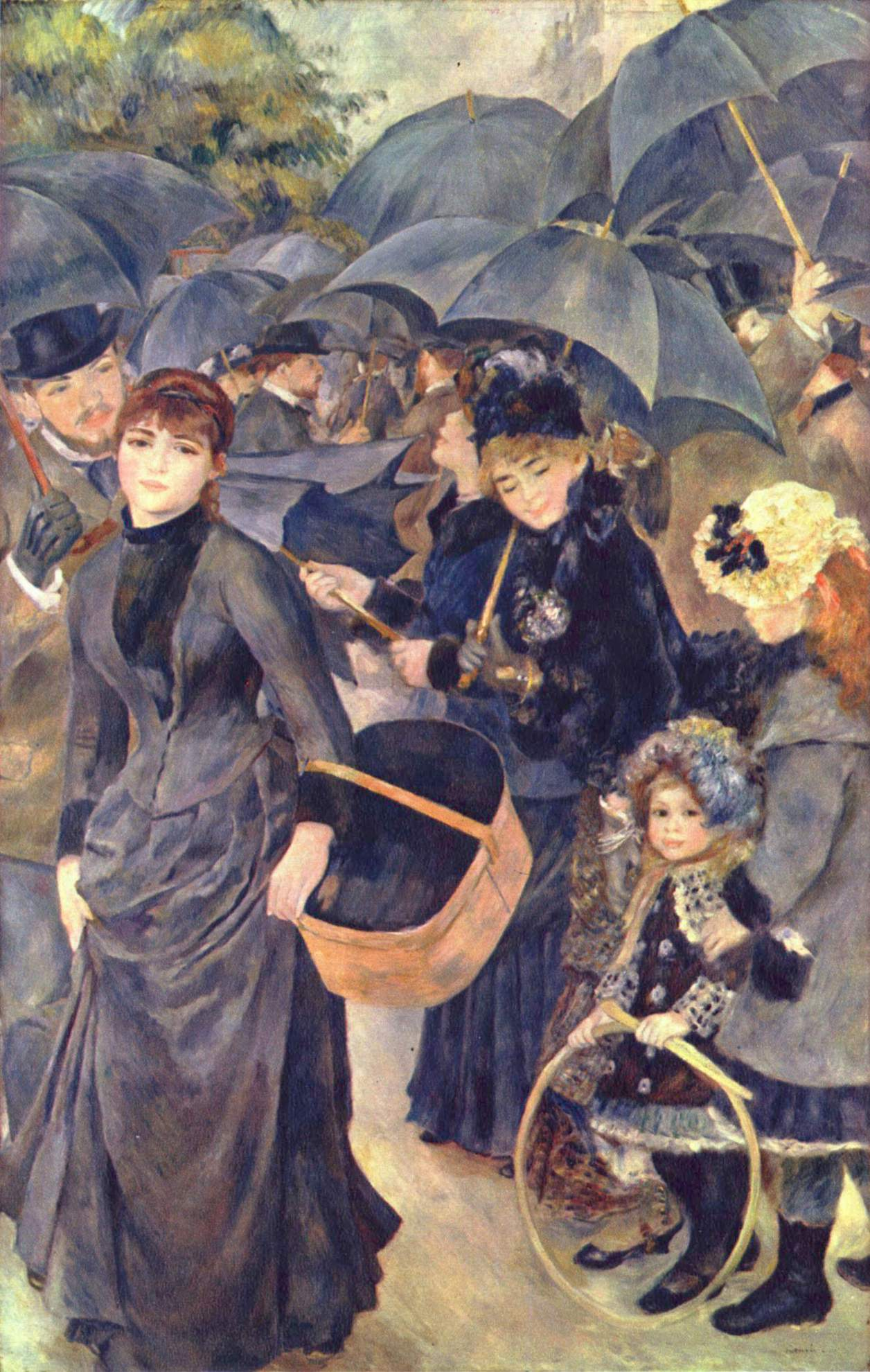
Auguste Renoir - Les Parapluies (1881-6)
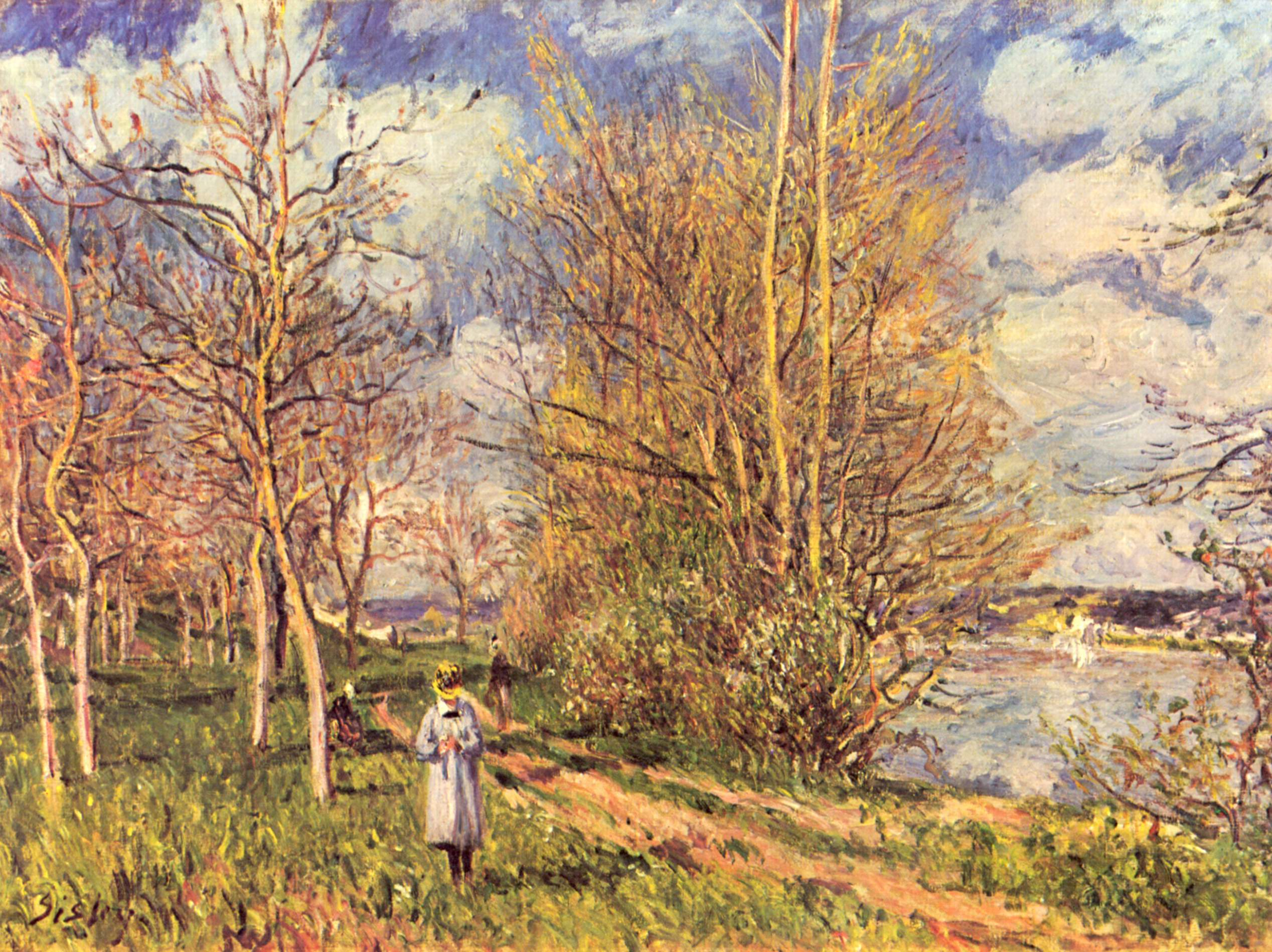
Alfred Sisley - Les Petits Prés au printemps, By (1880-1)
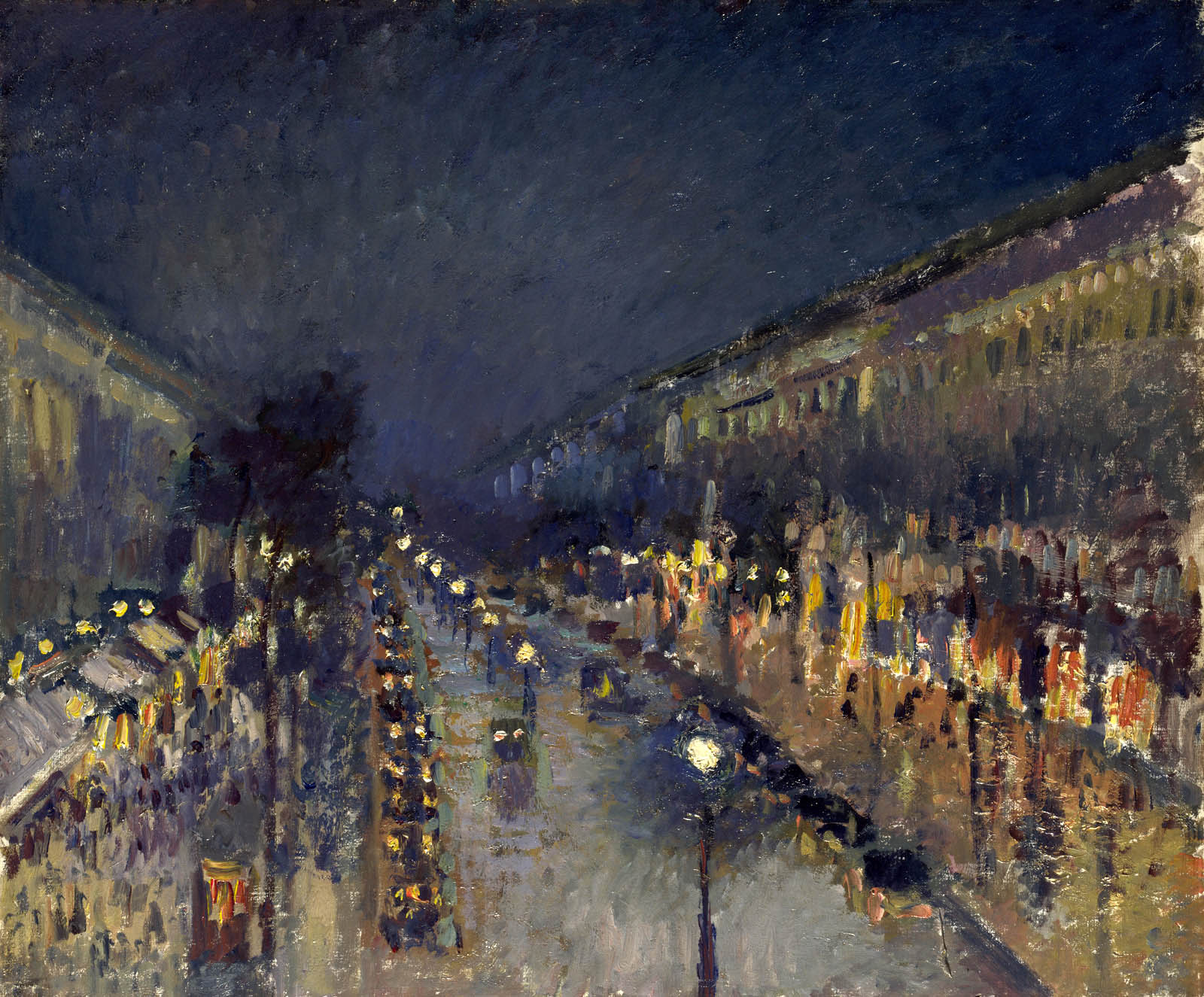
Camille Pissarro - Le Boulevard Montmartre la nuit (1898)
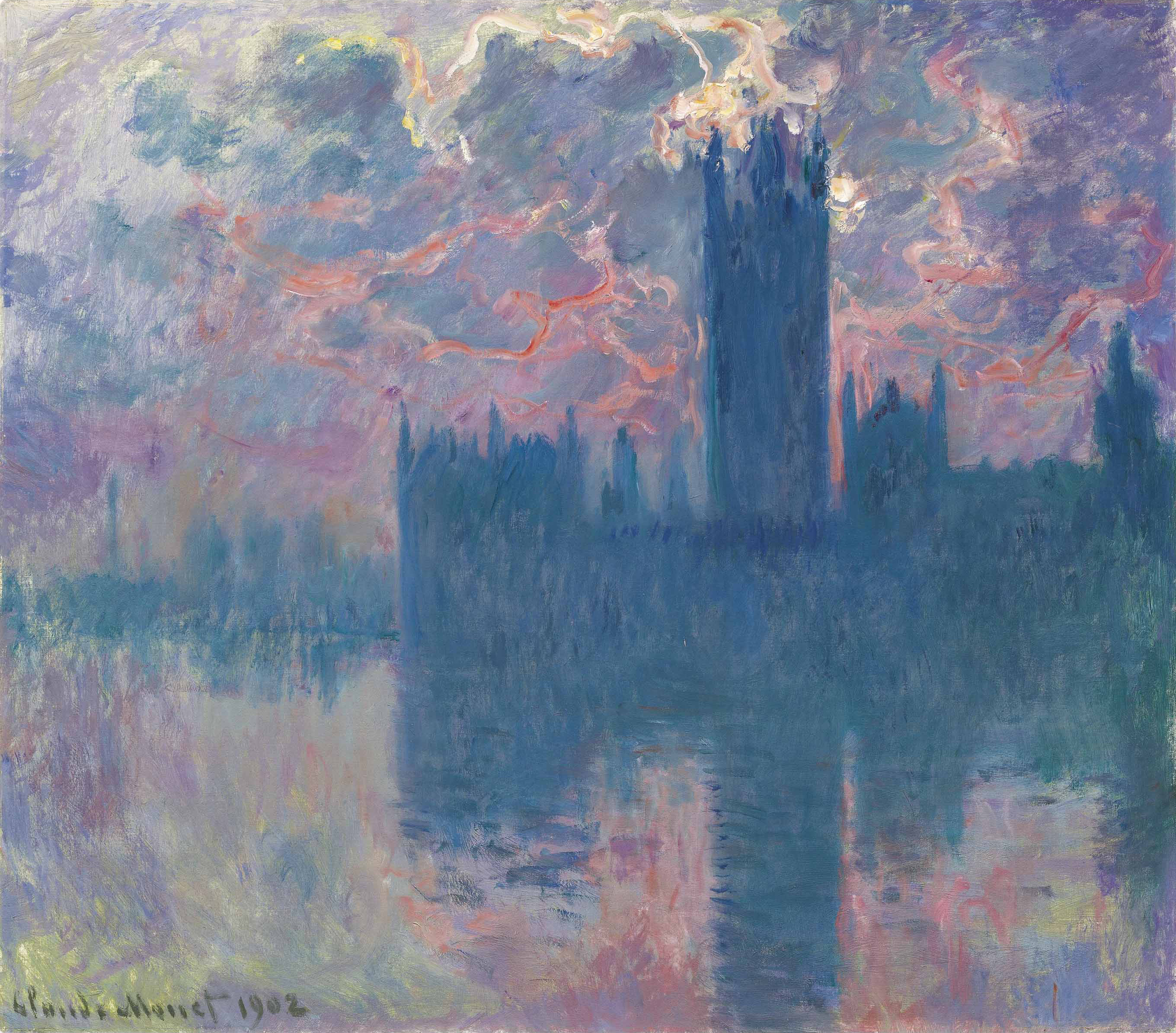
Claude Monet - Maison du Parlement, Londres (1902)

### École allemande
- Albrecht Dürer - 1 peinture : Saint Jérôme pénitent
- Albrecht Altdorfer - 2 peintures : 
  - Les Adieux du Christ à Marie
  - Paysage avec pont
- Hans Baldung - 2 peintures : Portrait d'Homme
- Caspar David Friedrich - 1 peinture : Paysage d'hiver avec une église
- Hans Holbein le Jeune - 4 peintures :
  - Les Ambassadeurs
  - Dame à l'écureuil et à l'étourneau
  - Portrait de Christine de Danemark
- Lucas Cranach l'Ancien - 8 peintures dont : 
  - La plainte de Cupidon à Vénus
  - Portrait de Jean Frédéric de Saxe
  - Portrait de Jean le Constant de Saxe
- Stefan Lochner - 1 peinture : St Mathieu, Ste Catherine d'Alexandrie et St Jean l'Evangéliste
- Johann Zoffany - 1 peinture

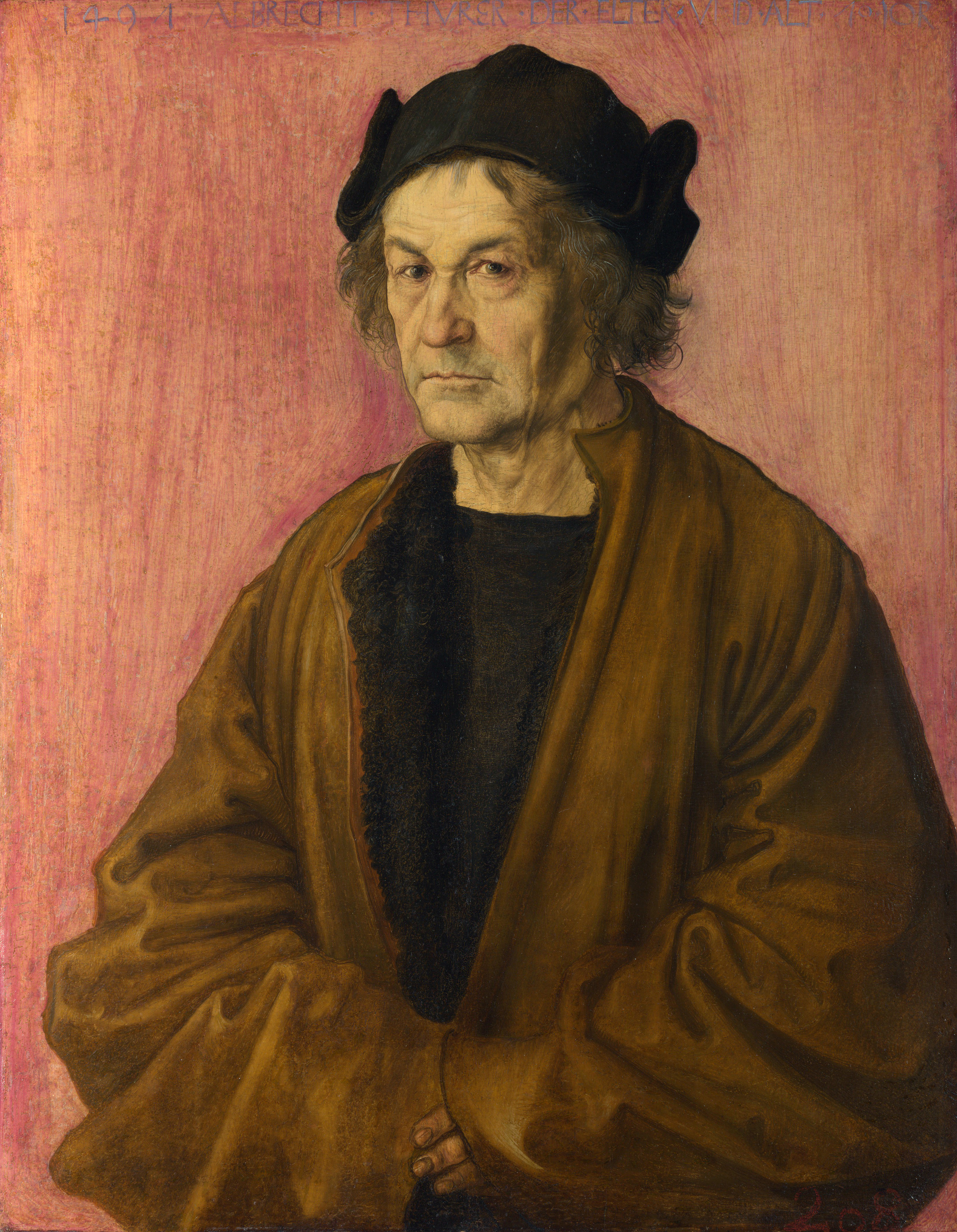
attribué à Albrecht Dürer - Portrait de son père (1497)
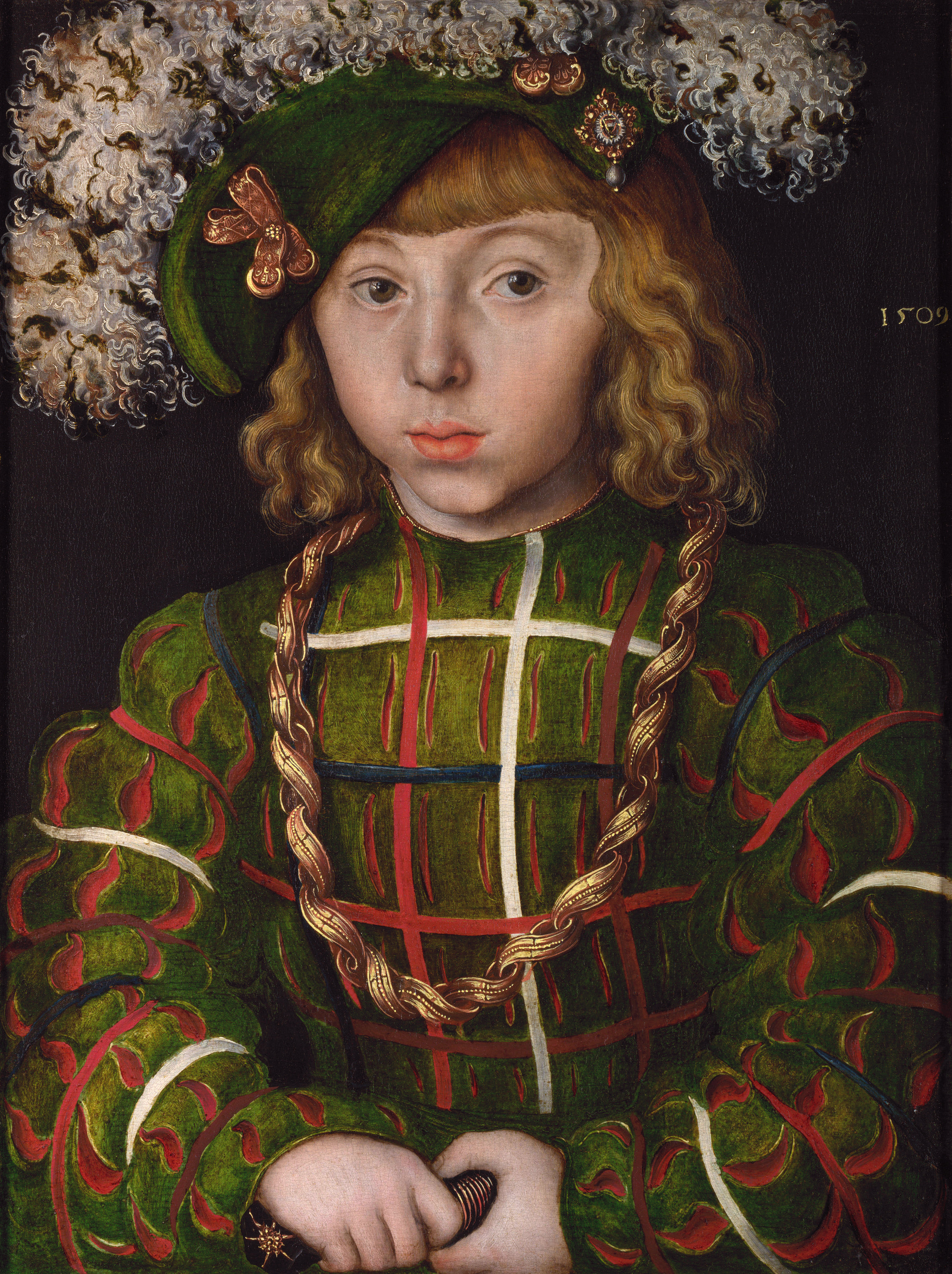
Lucas Cranach l'Ancien - Portrait de Jean-Frédéric de Saxe (1509)
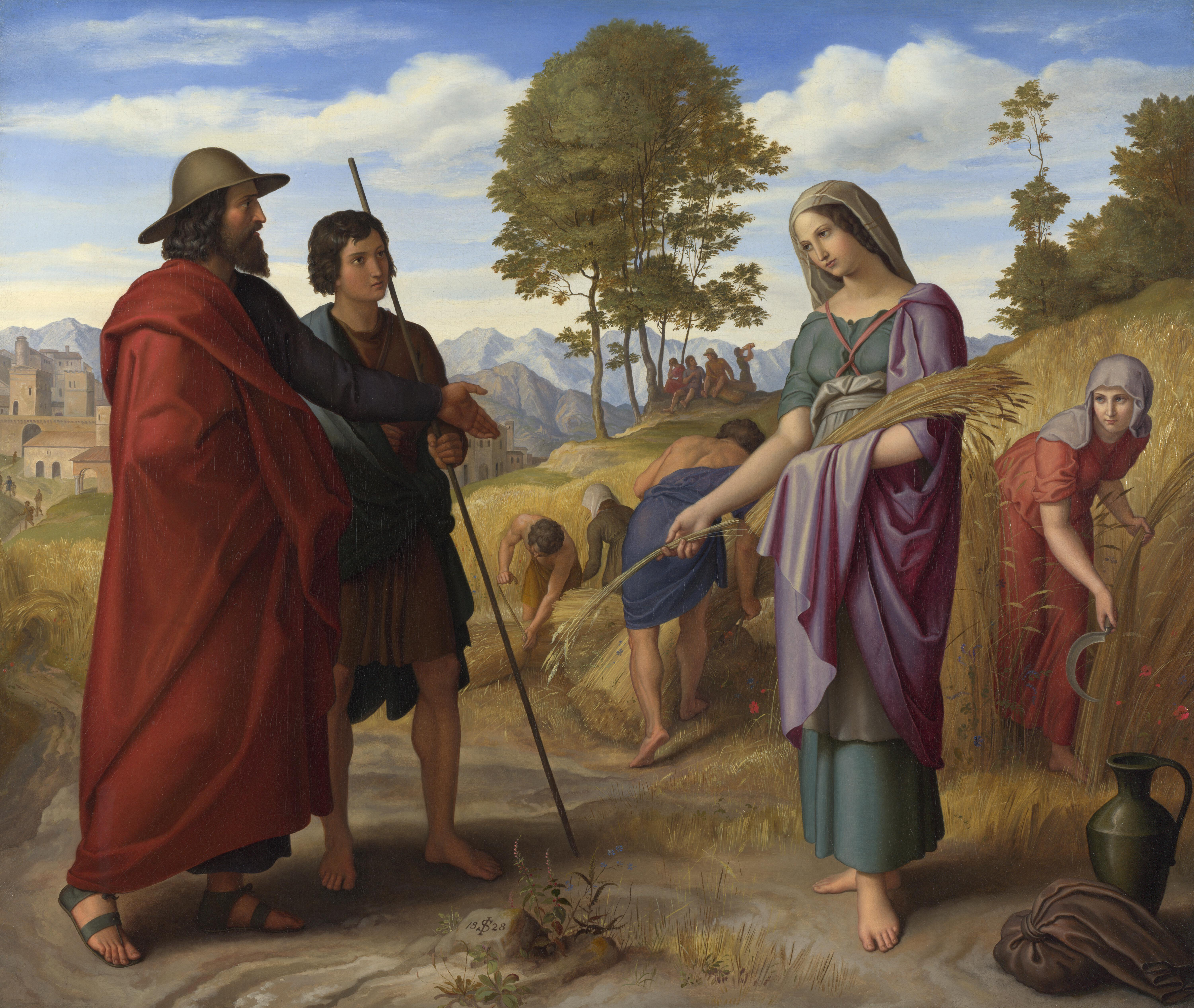
Julius Schnorr von Carolsfeld - Ruth dans le champ de Boaz (1828)
Artiste inconnu - L'Archange Raphaël et Tobie (XVIIe siècle)

### Écoles italiennes
- Fra Angelico - 5 peintures

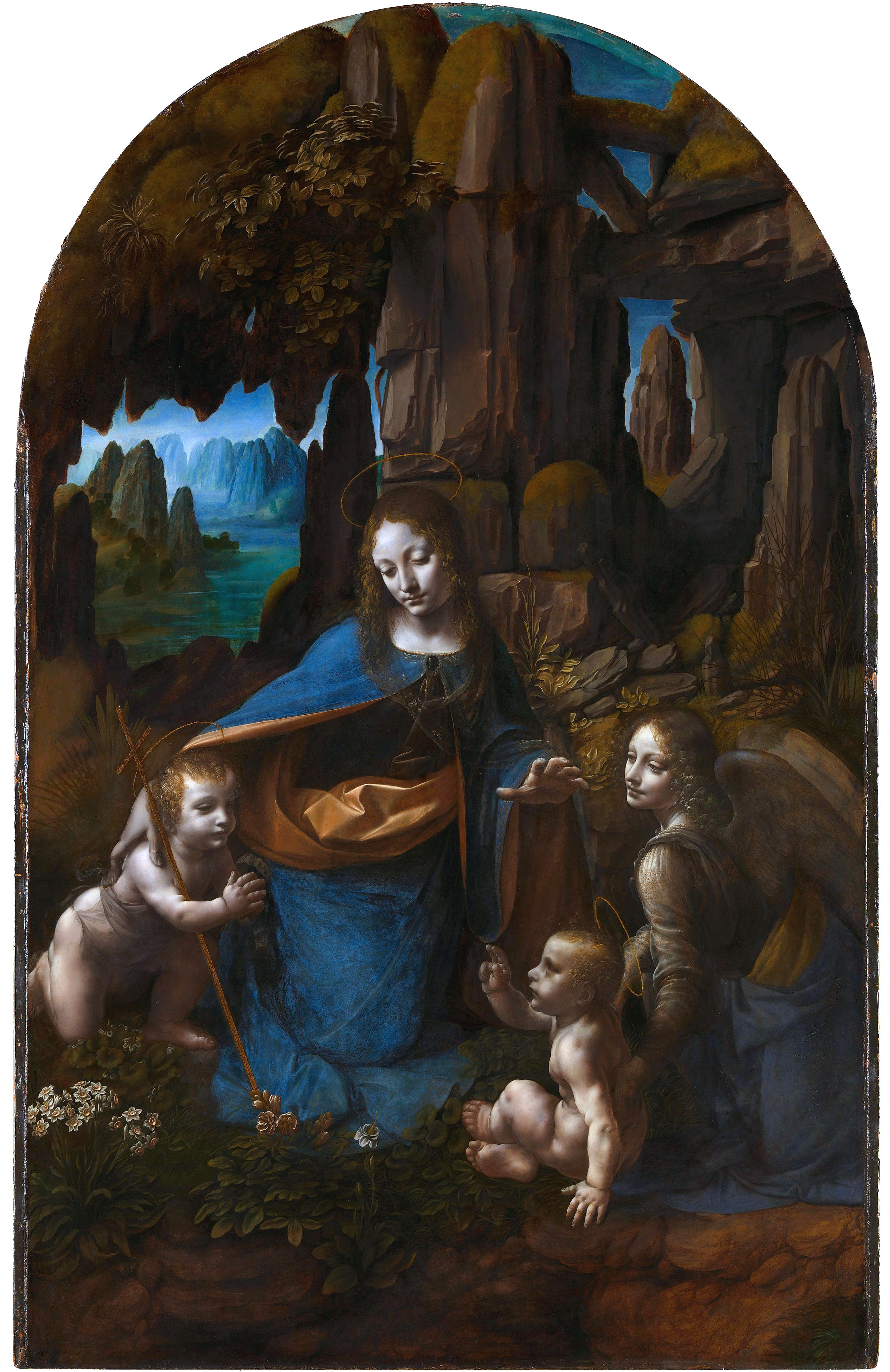
Léonard de Vinci, La Vierge aux rochers (1495-1508).

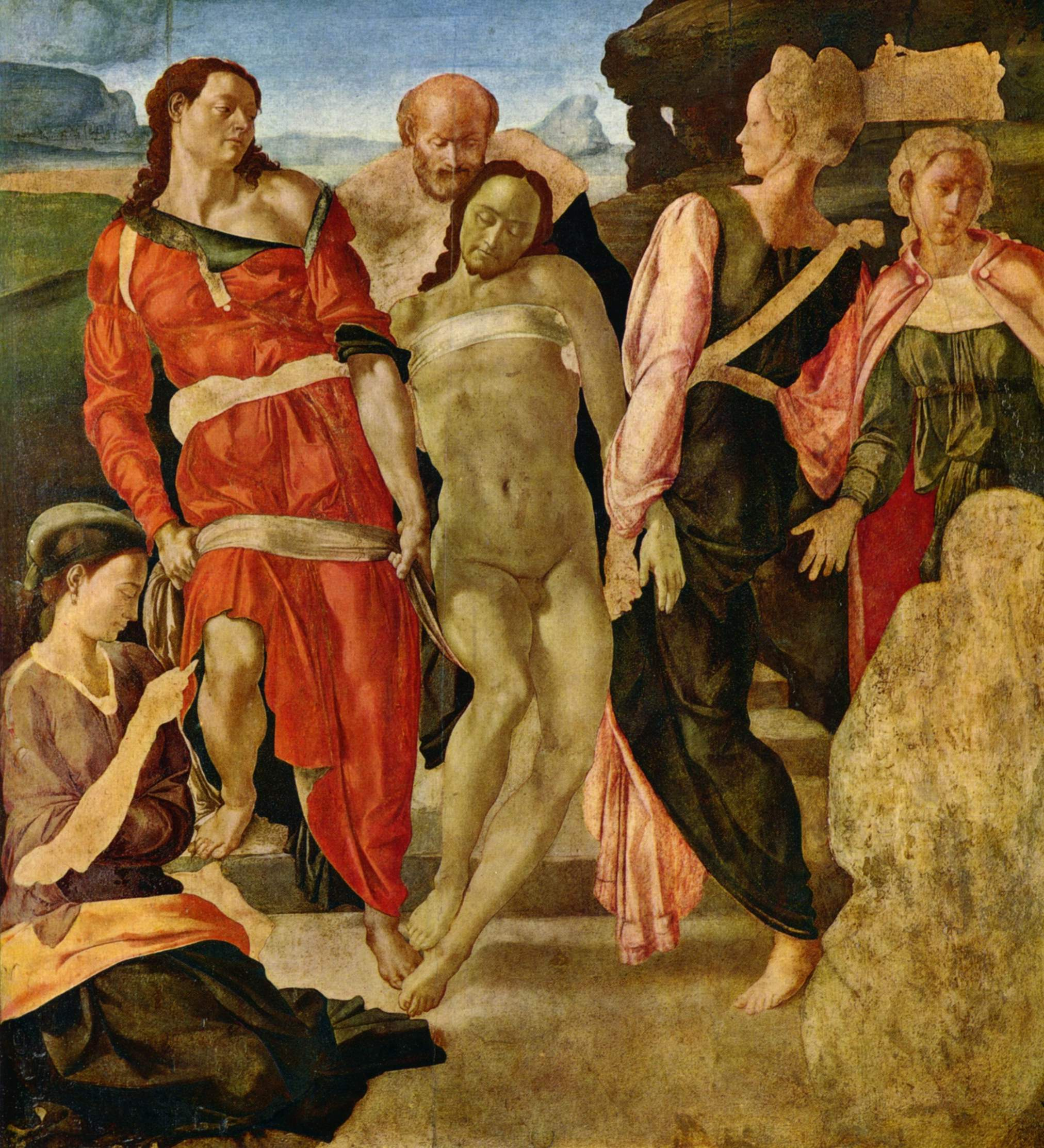
Michel-Ange, La Mise au tombeau (1500-1501).

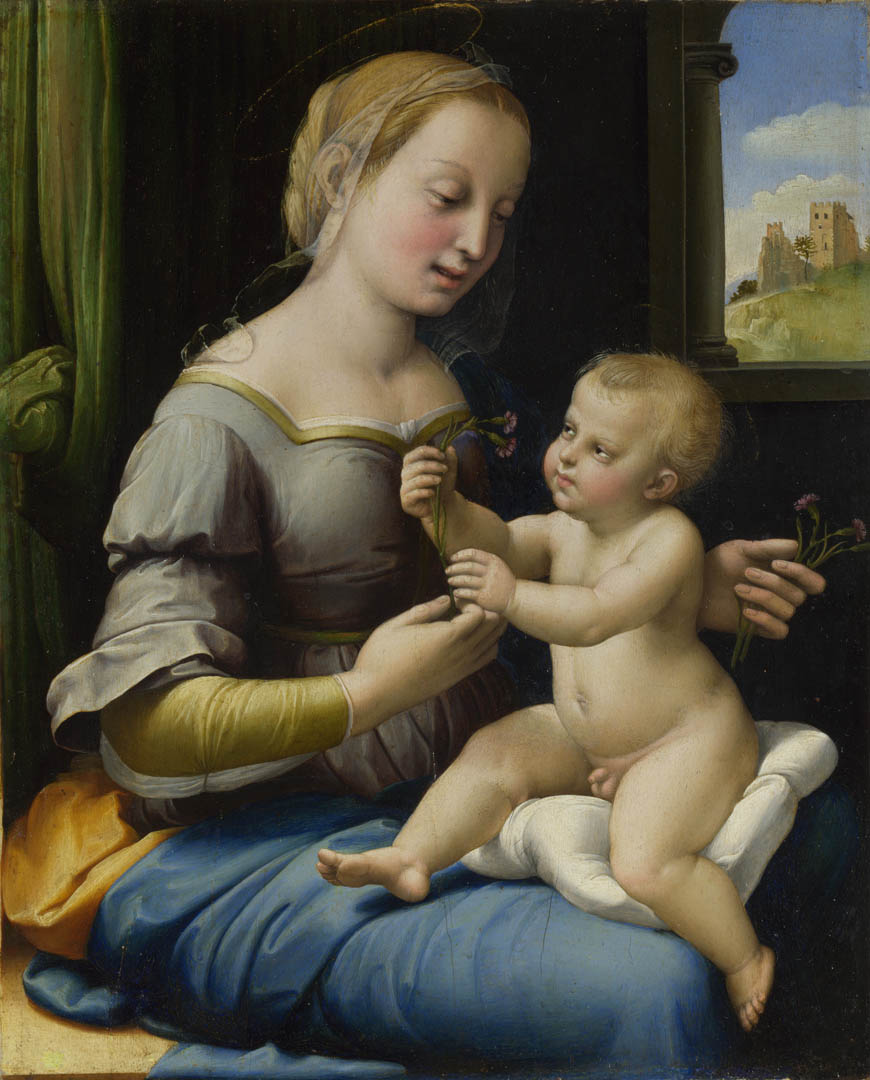
Raphaël, La Vierge aux œillets (1506-07).

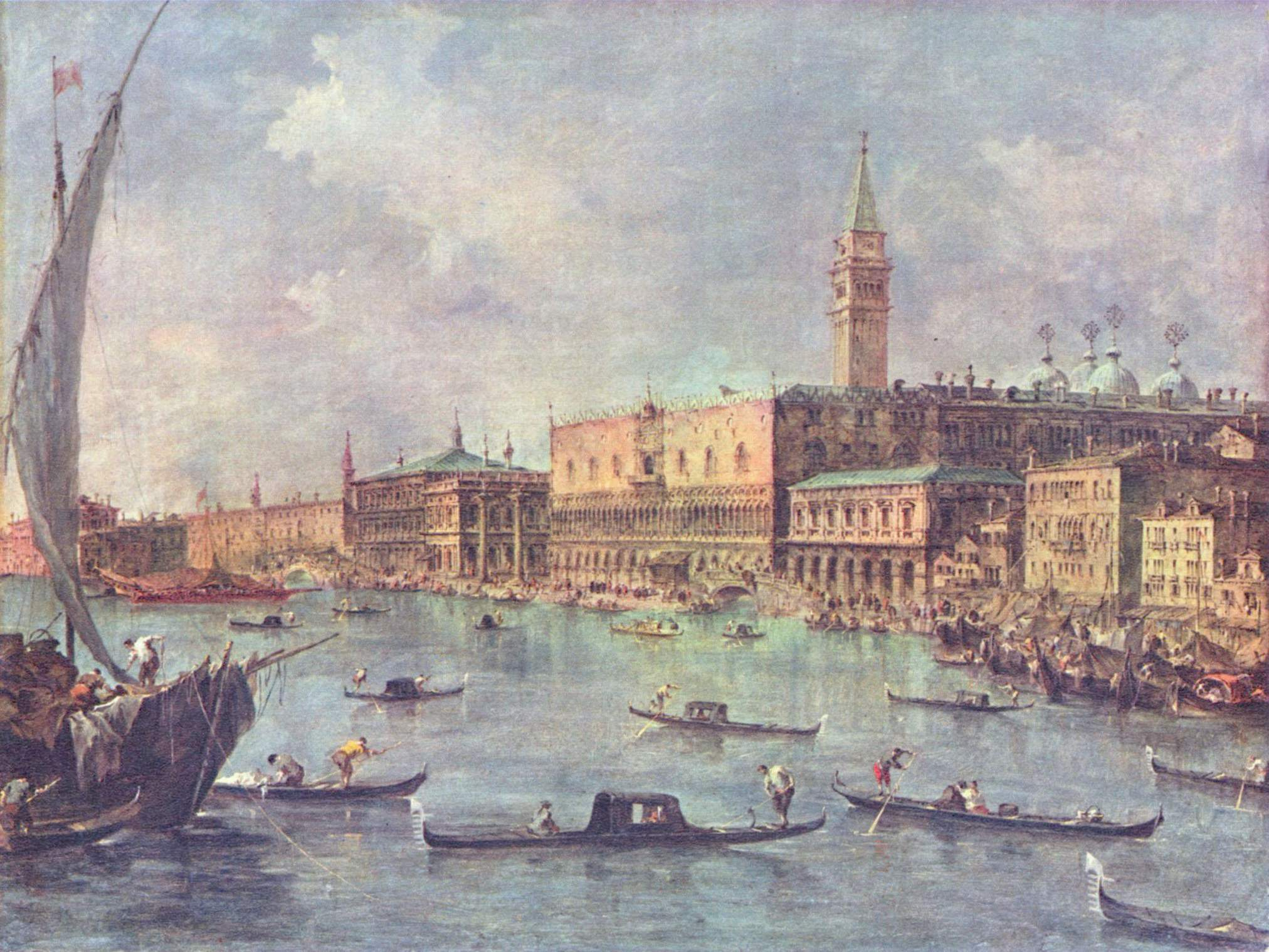
Francesco Guardi, Le Palais des Doges à Venise (deuxième moitié du XVIIIe siècle)

- Alesso Baldovinetti - 1 peinture : 
  - Portrait d'une femme en jaune
- Jacopo Bassano - 3 peintures
- Giovanni Bellini - 8 peintures dont :
  - Portrait du doge Leonardo Loredan
  - Madonna del prato
  - L'Agonie dans le jardin
  - Portrait de Fra Teodoro d'Urbino en saint Dominique (prêté par le V & A Museum)
- Bernardo Bellotto - 2 peintures dont : 
  - Le Grand Canal devant Santa Croce
- Le Bernin - 1 peinture
- Sandro Botticelli - 8 peintures dont :
  - La Nativité mystique
  - Vénus et Mars
  - Portrait de jeune homme
  - François d'Assise avec des anges
  - La série des Scènes de la vie de saint Zénobe
- Bramantino : L'Adoration des Mages
- Bronzino - 5 peintures dont :
  - Allégorie avec Vénus et Cupidon
  - Vierge à l'Enfant avec saints
  - Portrait d'un jeune homme
- Canaletto - 12 peintures dont : 
  - La Cour du tailleur de pierre
- Le Caravage - 3 peintures : 
  - Garçon mordu par un lézard
  - Le Souper à Emmaüs
  - Salomé avec la tête de saint Jean-Baptiste
- Annibale and Lodovico Carracci - 9 peintures
- Polidoro da Caravaggio - 1 peinture
- Cimabue - 1 peinture 
  - Vierge à l'Enfant trônant et entourée de deux anges (1280), dissociée du Diptyque de dévotion, acquise en 2000
- Cima da Conegliano : 5 peintures
- Le Corrège - 7 peintures dont : 
  - L'Adieu du Christ à sa mère
  - Madone au panier
  - Pilate montre Jésus au peuple (Ecce Homo)
  - Vénus, Mercure et Cupidon (ou l'Education à l'Amour)
  - Têtes d'anges (fresque)
- Piero di Cosimo - 2 peintures :
  - La Mort de Procris
  - Combat des Centaures et des Lapithes
- Carlo Crivelli - 10 peintures dont :
  - La Vierge à l'hirondelle
  - L'Annonciation d'Ascoli
- Simone dei Crocifissi - 1 panneau : 
  - Le Rêve de la Vierge
- Bernardo Daddi - 1 peinture
- Le Dominiquin - 4 peintures
- Duccio di Buoninsegna - 4 peintures : 
  - Vierge à l'Enfant entourée de saints
  - L'Annonciation
  - La Guérison de l'Aveugle
  - La Transfiguration
- Domenico Fetti - 5 peintures
- Rosso Fiorentino - 2 peintures : 
  - Portrait de jeune homme tenant une lettre
  - Un chevalier de Saint Jean
- Piero della Francesca - 3 peintures dont :
  - La Nativité
  - Le Baptême du Christ
- Raffaellino del Garbo - 2 peintures
- Luca Giordano - 12 peintures
- Giorgione - 3 peintures :
  - Adoration des Mages
  - Il Tramonto (ou Le Coucher de Soleil)
- Giotto di Bondone - 1 peinture : La Pentecôte
- Domenico Ghirlandaio - 1 peinture
- Francesco Guardi - 19 peintures
- Le Guerchin - 7 peintures
- Fra Filippo Lippi - 2 panneaux dont :
  - L'Apparition de la Vierge à saint Bernard
  - L'Annonciation
- Pietro Longhi - 5 peintures
- Lorenzo Lotto - 4 peintures dont :
  - Le Médecin Giovanni Agostino della Torre et son fils
  - Portrait d'une femme inspirée de Lucrèce
- Andrea Mantegna - 7 peintures dont :
  - La Vierge à l'Enfant
  - L'Agonie dans le jardin
  - L'Introduction du culte de Cybèle à Rome
- Masaccio - 2 peintures dont : Vierge à l'Enfant
- Masolino da Panicale - 2 peintures : 
  - St Libère et St Matthieu
  - St Jérôme et St Jean Baptiste
- Antonello da Messine - 5 peintures dont :
  - Saint Jérôme dans son étude
  - Portrait d'homme
- Michel-Ange - 2 peintures :
  - Mise au Tombeau
  - Madone de Manchester
- Giovanni Battista Moroni - 11 peintures dont :
  - Le Tailleur
  - Le Cavaliere (ou Portrait d'un gentilhomme)
- Giovanni Paolo Panini - 3 peintures
- Palma le Vieux - 2 peintures : 
  - Une femme blonde
  - Portrait d'un poète
- Parmigianino - 4 peintures dont Portrait d'un collectionneur
- Le Pérugin - 4 peintures :
  - Le Polyptyque de la chartreuse de Pavie (incluant les trois panneaux existants sur les six initiaux : La Vierge à l'Enfant et Anges, L'Archange Raphaël et Tobie et L'Archange Michel)
  - La Vierge de Lorette
- Francesco di Stefano Pesellino - 4 peintures dont :
  - Histoire de David et Goliath
  - Le Triomphe de David
- Pinturicchio : 2 peintures et 1 fresque : 
  - La Vierge à l'Enfant
  - Catherine d'Alexandrie et un donateur
  - 1 fresque : Le Retour d'Ulysse
- Pisanello - 2 peintures :
  - La Vision de saint Eustache
  - Vierge à l'Enfant avec deux saints
- Antonio et Piero Pollaiuolo - 2 peintures : 
  - Apollon et Daphné
  - Le Martyre de saint Sébastien
- Pontormo - cinq panneaux :
  - Joseph vendu à Potiphar
  - Joseph en Égypte
- Raphaël - 10 peintures dont :
  - La Vierge aux œillets
  - La Madone Aldobrandini
  - La Madone Mackintosh
  - Sainte Catherine d'Alexandrie
  - Une des trois versions du Portrait du pape Jules II
  - Le Songe du chevalier
  - La Crucifixion Mond
  - Les principaux éléments du Retable Ansidei
- Guido Reni - 7 peintures dont :
  - L'Enlèvement d'Europe
- Sebastiano Ricci - 2 peintures
- Jules Romain - 1 peinture
- Maître de San Francesco - 1 panneau :
  - Crucifix du Maestro di San Francesco
- Andrea del Sarto - 2 peintures
- Sassetta - 7 peintures (panneaux représentant l'histoire de Saint François)
- Bernardo Strozzi - 1 peinture
- Giambattista Tiepolo - 10 peintures
- Le Tintoret - 4 peintures dont :
  - L'Origine de la Voie Lactée
  - Saint Georges et le Dragon
- Titien - 11 peintures :
  - Portrait d'homme dit l'Arioste
  - Portrait d'une dame (La Schiavona)
  - Bacchus et Ariane
  - Diane et Actéon
  - La Mort d'Actéon
  - Diane et Callisto
  - Allégorie du temps gouverné par la prudence
  - La famille Vendramin
  - L'Argent du tribut
  - Noli me tangere
  - Madone Aldobrandini
- Cosme Tura - 4 peintures dont :
  - Figure allégorique
- Paolo Uccello - 2 peintures :
  - La Bataille de San Romano (l'un des trois panneaux du triptyque)
  - Saint Georges et le Dragon
- Andrea del Verrocchio - 3 peintures :
  - Tobie et l'Ange
  - La Vierge allaitant
  - Madone et deux anges
- Paul Véronèse - 11 peintures dont :
  - La Famille de Darius devant Alexandre
  - Le cycle de 4 toiles de l'Allégorie de l'Amour
- Léonard de Vinci - 1 peinture :
  - La Vierge aux rochers
et 1 dessin :
  - Sainte Anne, la Vierge, l'Enfant Jésus et saint Jean-Baptiste enfant
- Federico Zuccari - 1 peinture
- Francesco Zuccarelli - 1 peinture

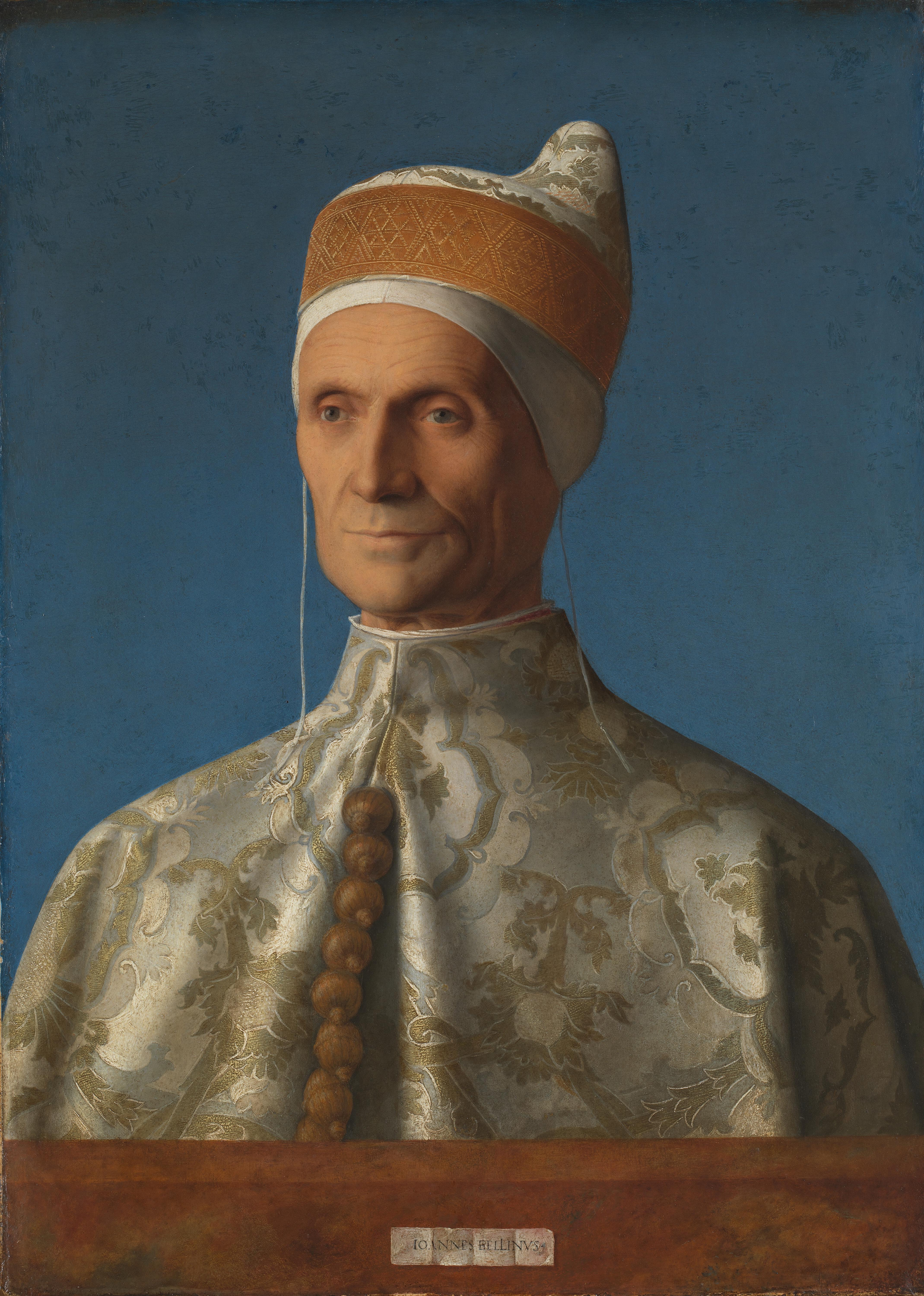
Giovanni Bellini - Portrait du doge Leonardo Loredan (1501-4)
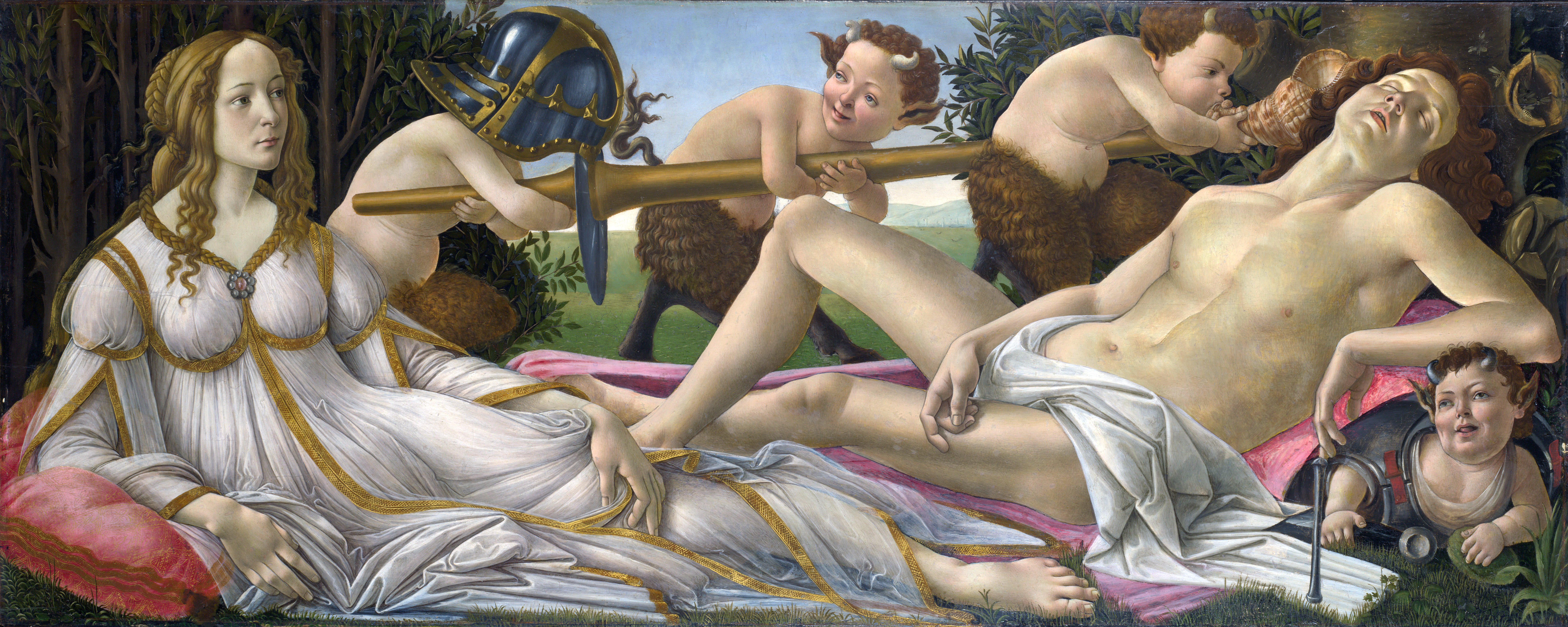
Sandro Botticelli - Vénus et Mars (1485)
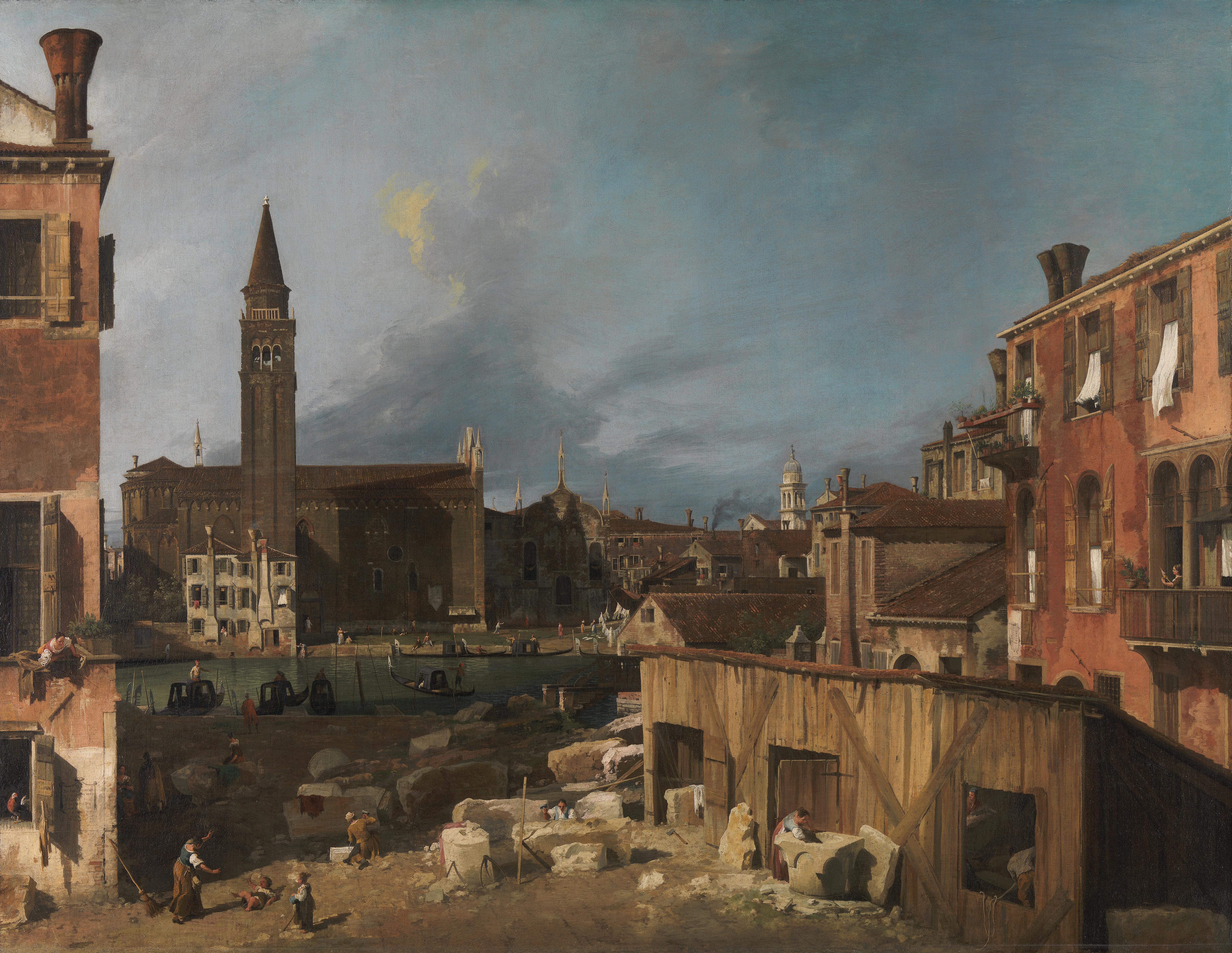
Canaletto - La Cour du tailleur de pierres (1726-30)
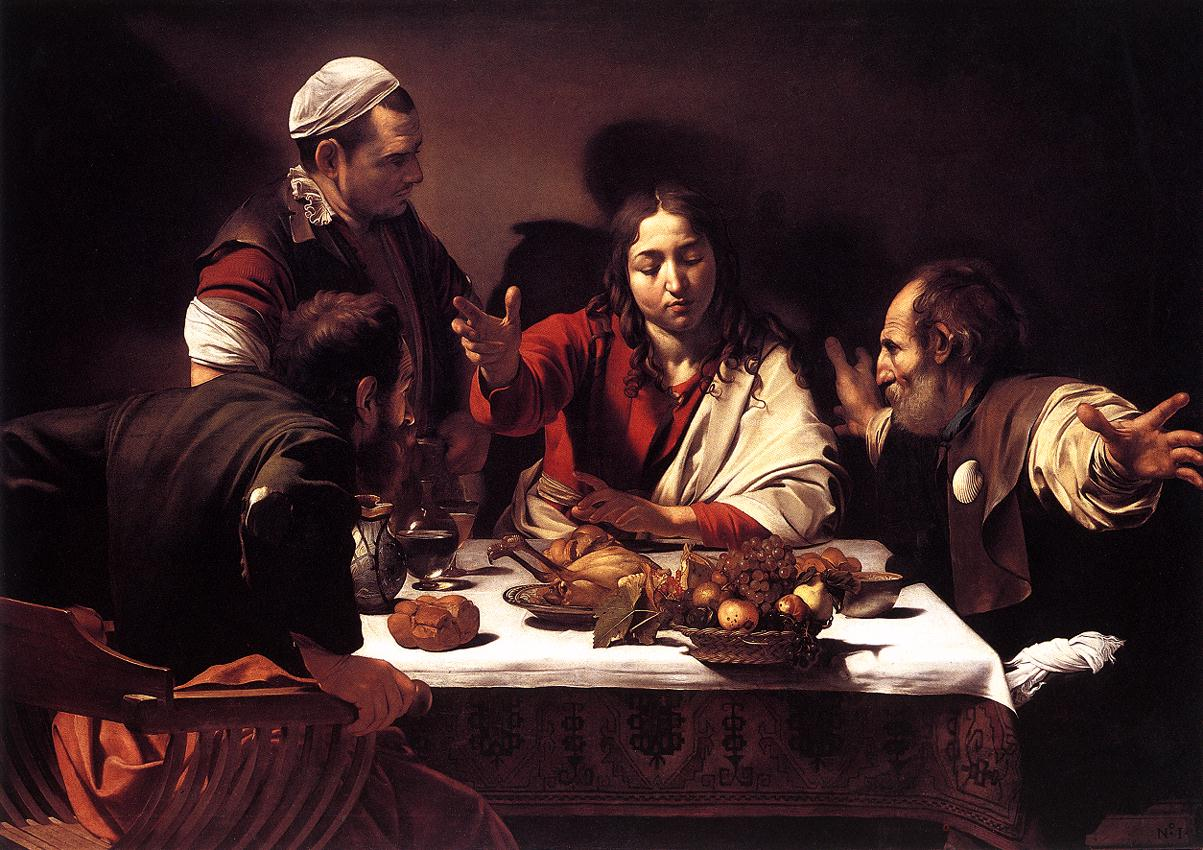
Le Caravage - Le Souper à Emmaüs (1601)
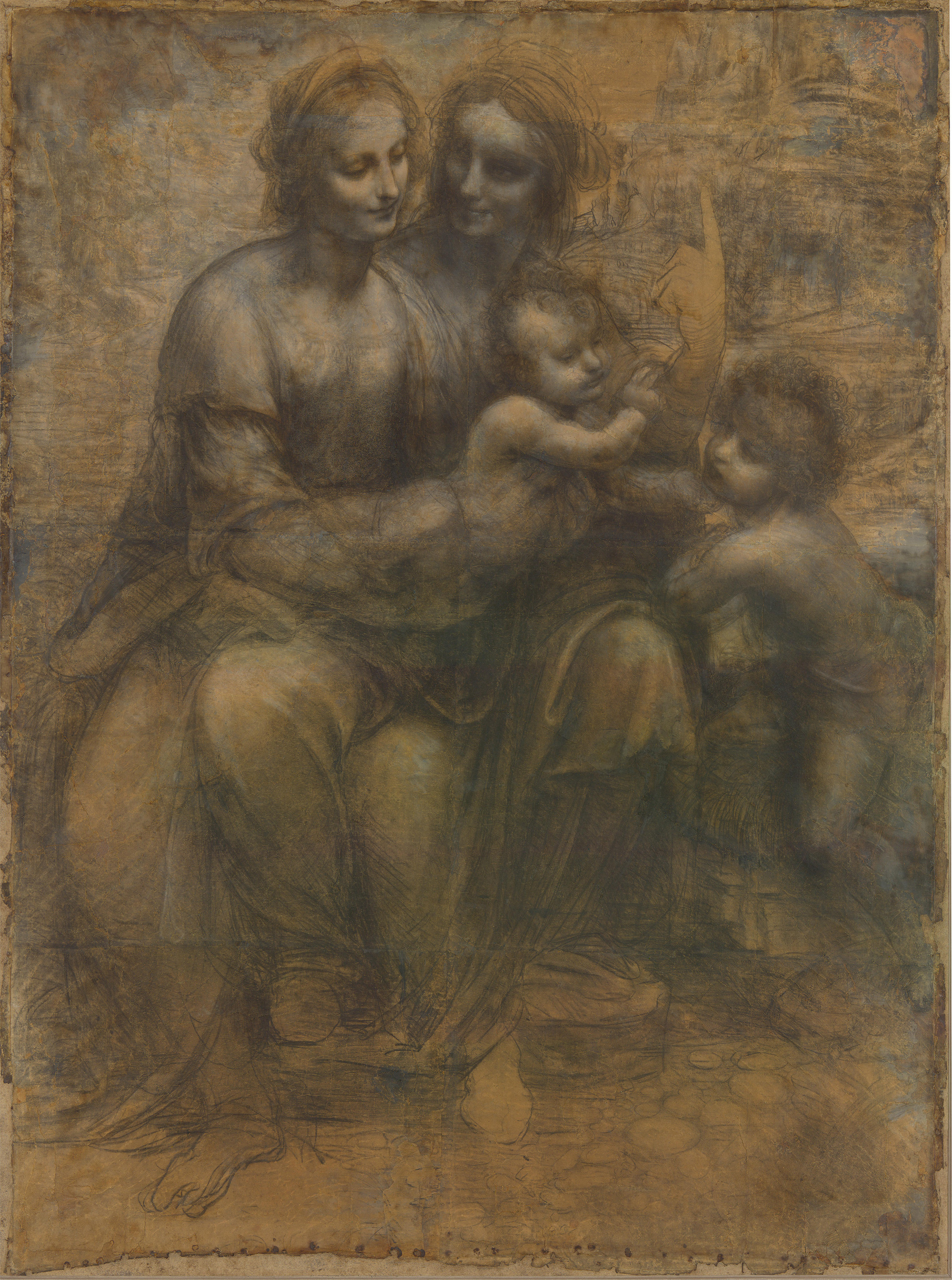
Léonard de Vinci - Sainte Anne, la Vierge, l'Enfant Jésus et saint Jean-Baptiste enfant (1499-1500)
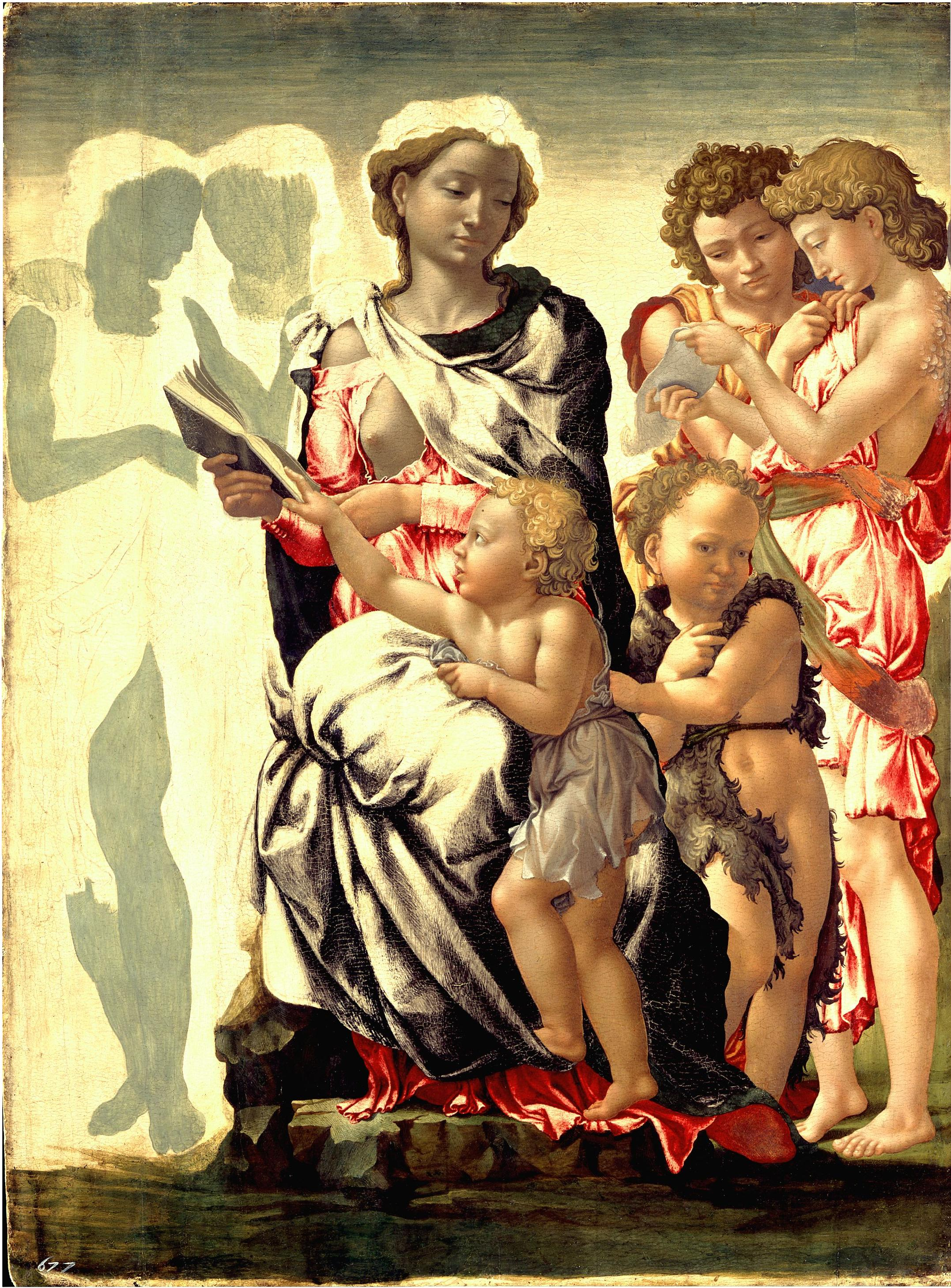
Michel-Ange - La Madone de Manchester (1497)
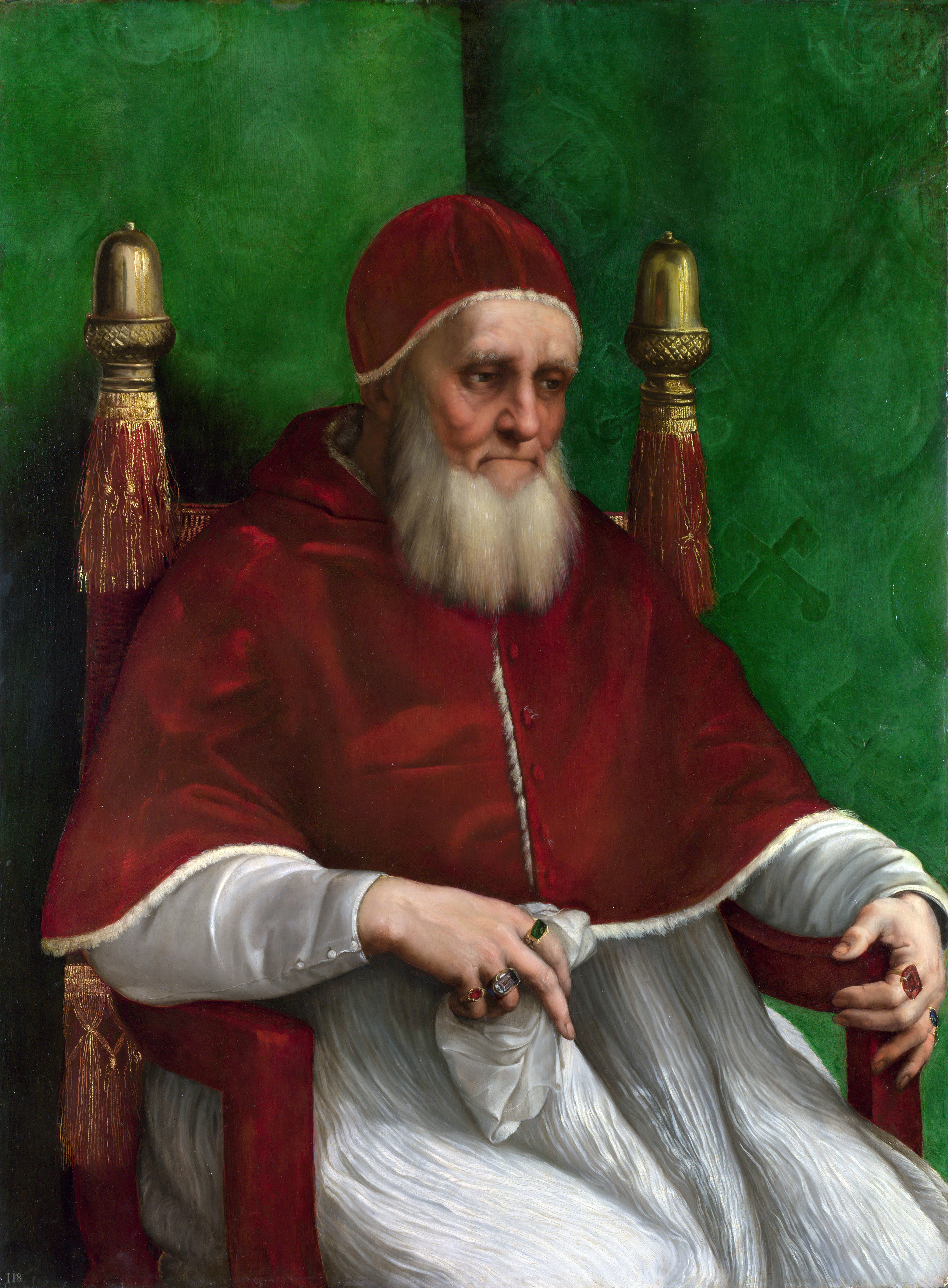
Raphaël - Portrait du Pape Jules II (1511)
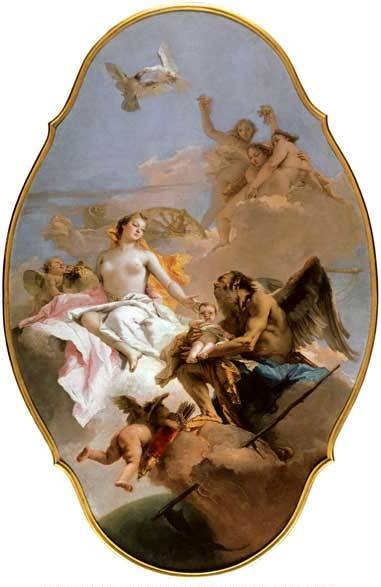
Giambattista Tiepolo - Allégorie avec Vénus et le Temps (1754-8)
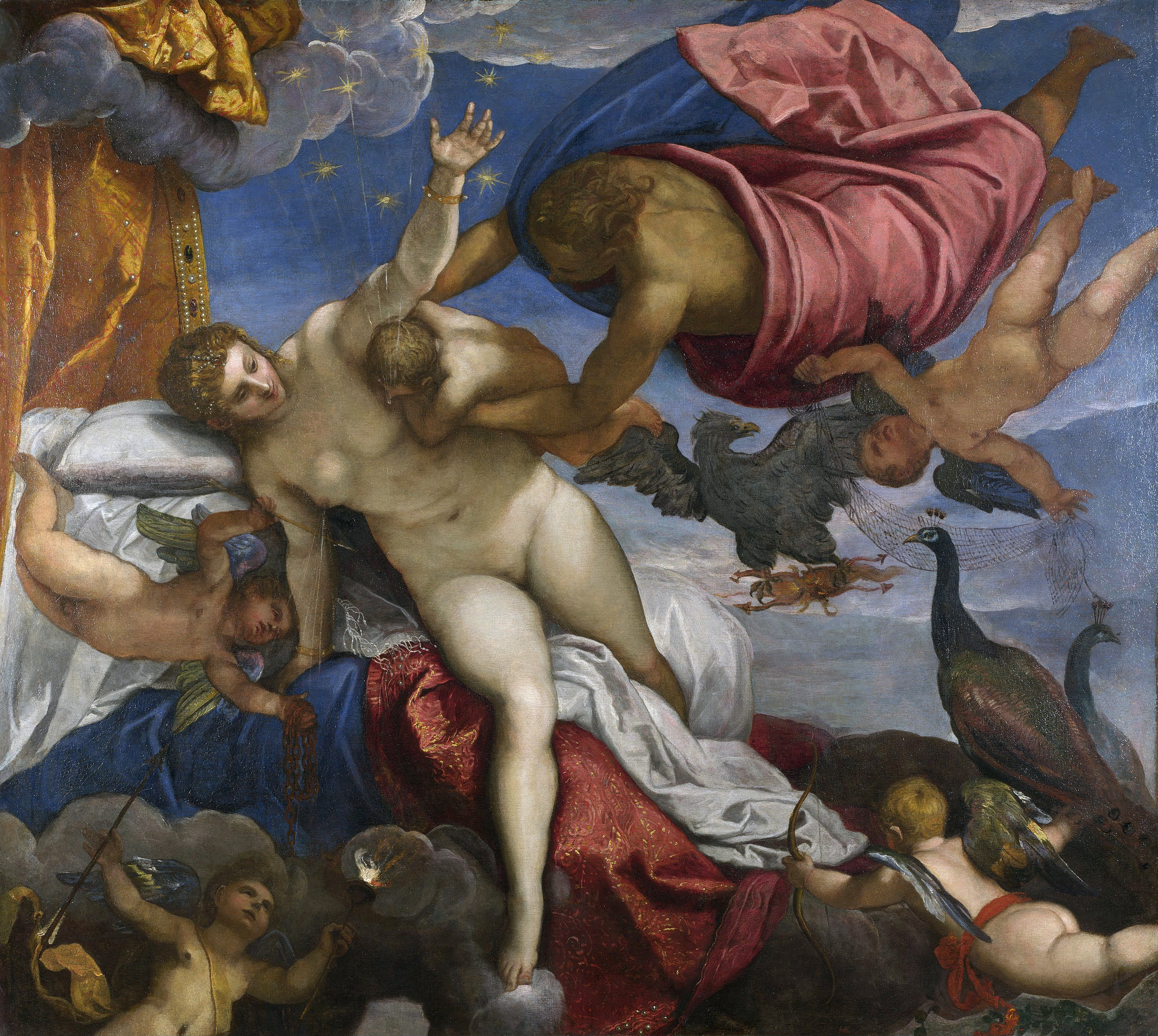
Le Tintoret - L'Origine de la Voie Lactée (1575)
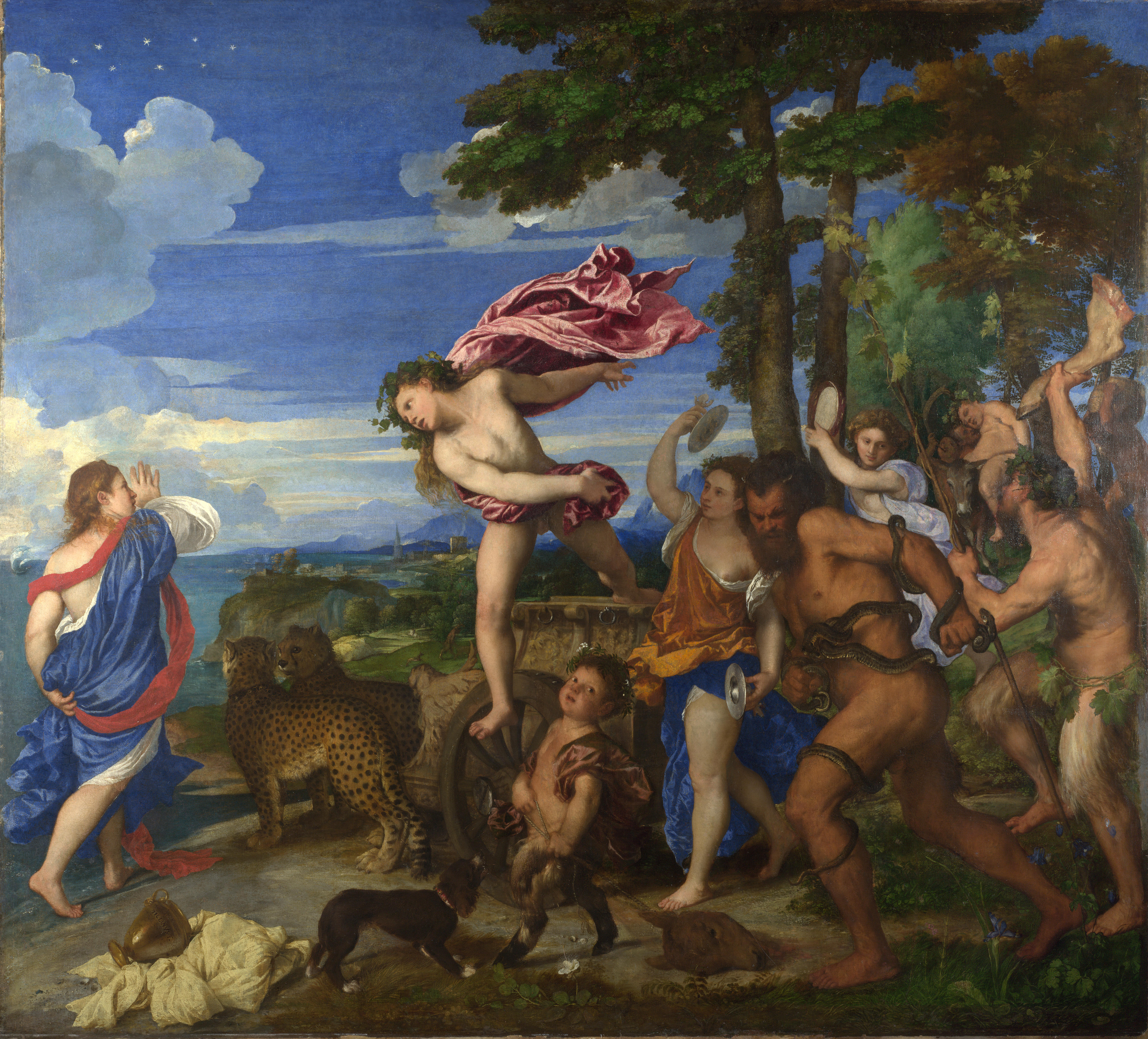
Titien - Bacchus et Ariane (1520-23)
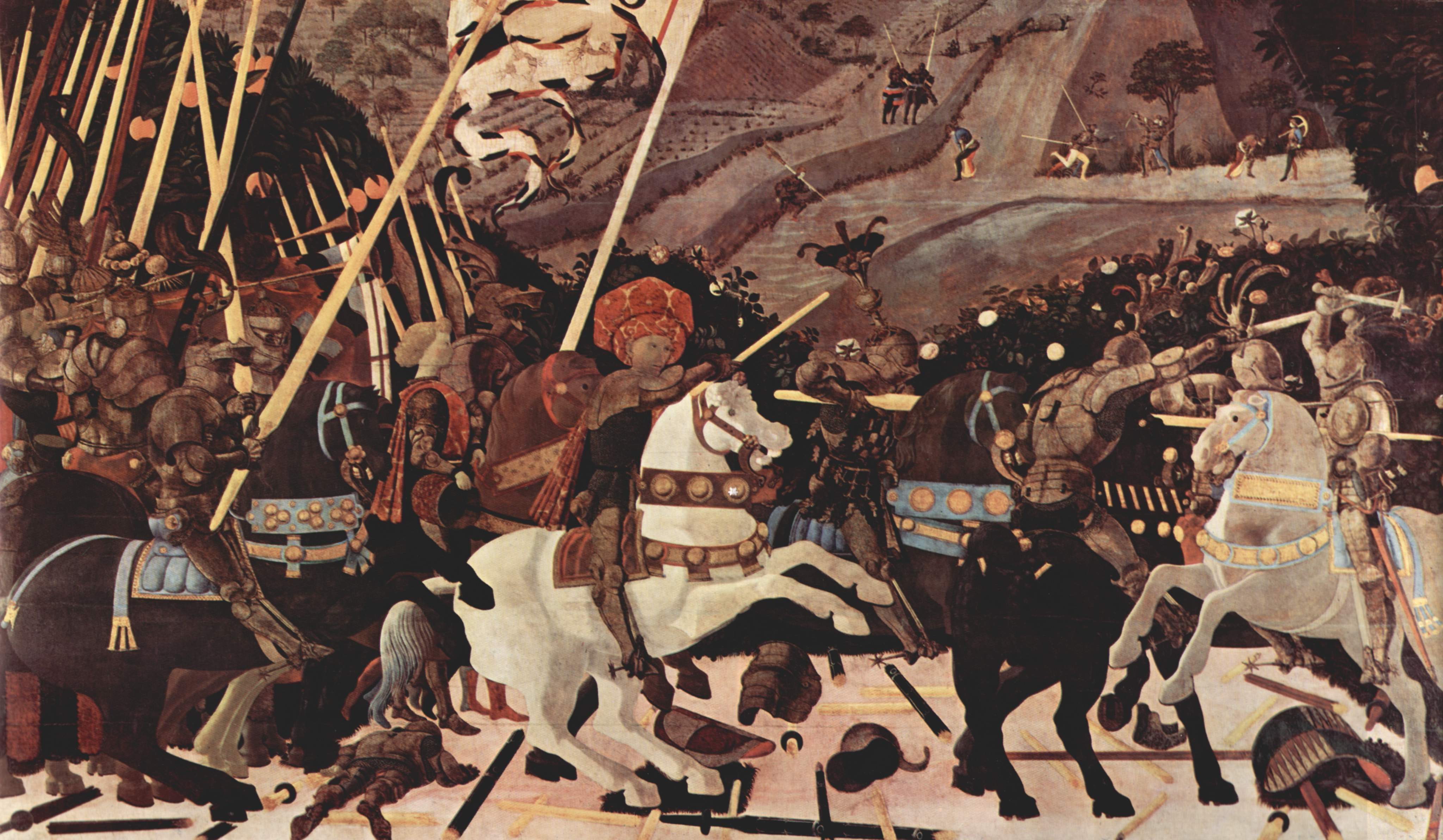
Paolo Uccello - La Bataille de San Romano (1438-40)
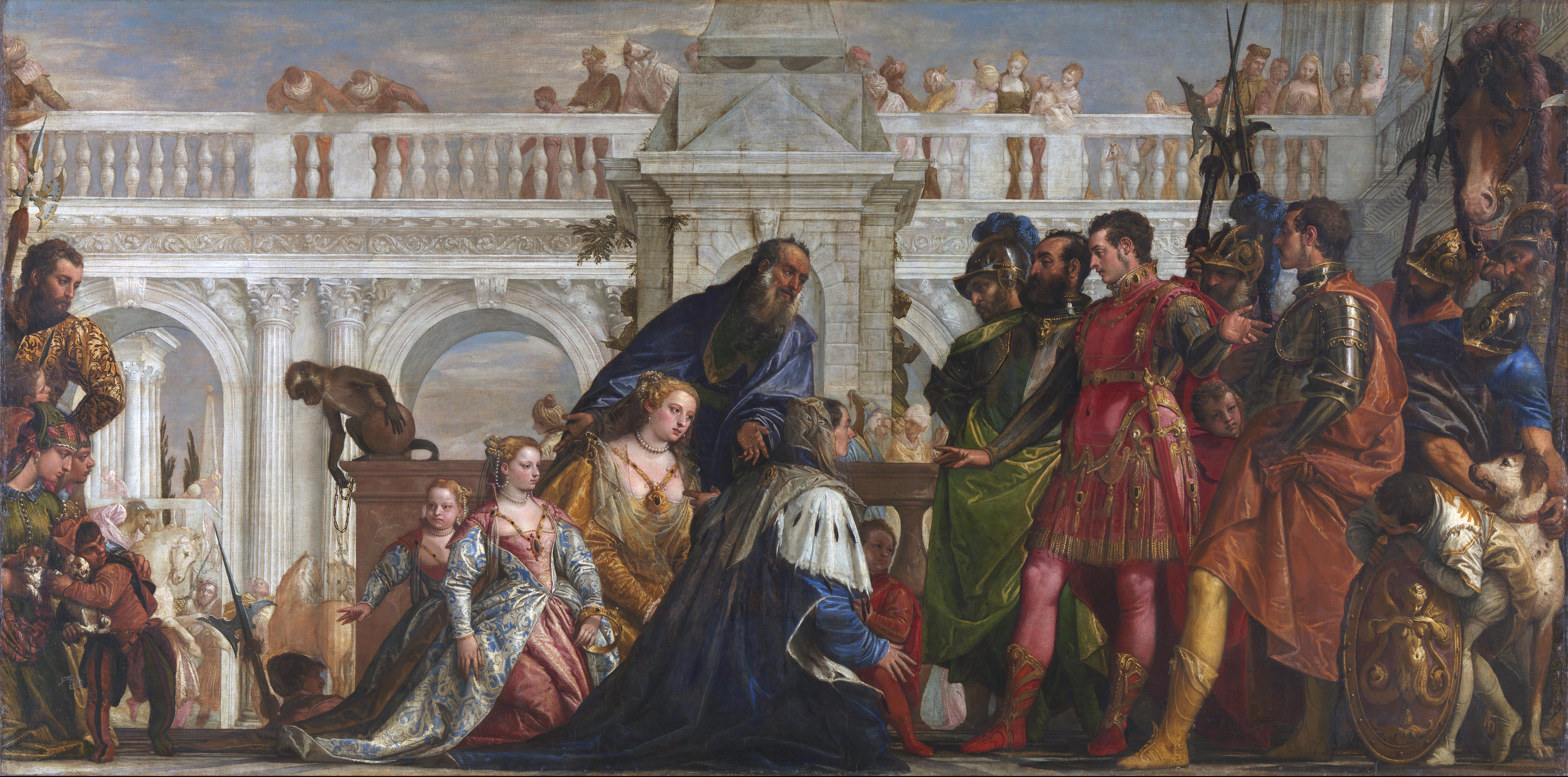
Paul Véronèse - La Famille de Darius devant Alexandre (1565-70)

### École espagnole

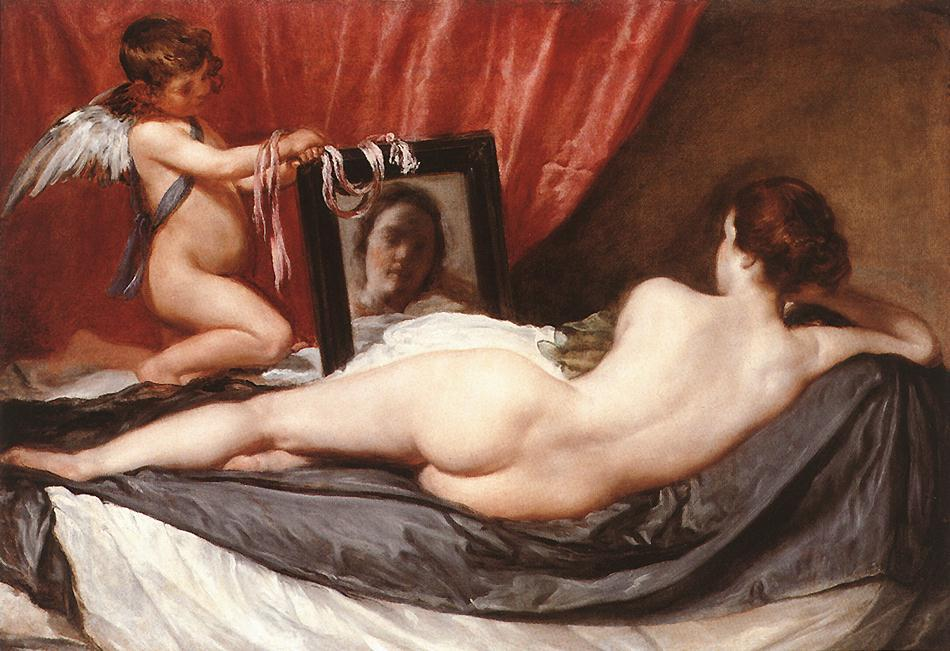
Diego Vélasquez, Vénus à son miroir (1647-51).

- Francisco de Goya - 5 peintures dont :
  - Portrait d'Isabelle Porcel
  - Portrait du duc de Wellington
  - Merienda campestre
  - La Lampe du diable
- Le Greco - 5 peintures dont : 
  - Jésus chassant les Marchands du Temple
  - L'Agonie dans le jardin
- Luis Meléndez - 2 peintures dont
  - Nature morte aux oranges et aux noix
  - Nature morte aux citrons et aux oranges
- Bartolomé Esteban Murillo - 6 peintures dont :
  - Petit paysan au balcon
  - Les Deux Trinités
  - L'Enfant avec l'agneau
- Pablo Picasso - 2 peintures
- José de Ribera - 3 peintures
- Diego Vélasquez - 9 peintures dont :
  - Vénus à son miroir
  - Portrait de Philippe IV
  - Philippe IV chassant le sanglier
  - Immaculée Conception
  - Saint Jean à Patmos
  - Christ contemplé par l'âme chrétienne
  - Christ dans la maison de Marthe et Marie
- Francisco de Zurbarán - 4 peintures dont :
  - Une tasse d'eau et une rose sur un plateau d'argent
  - Sainte Marguerite.

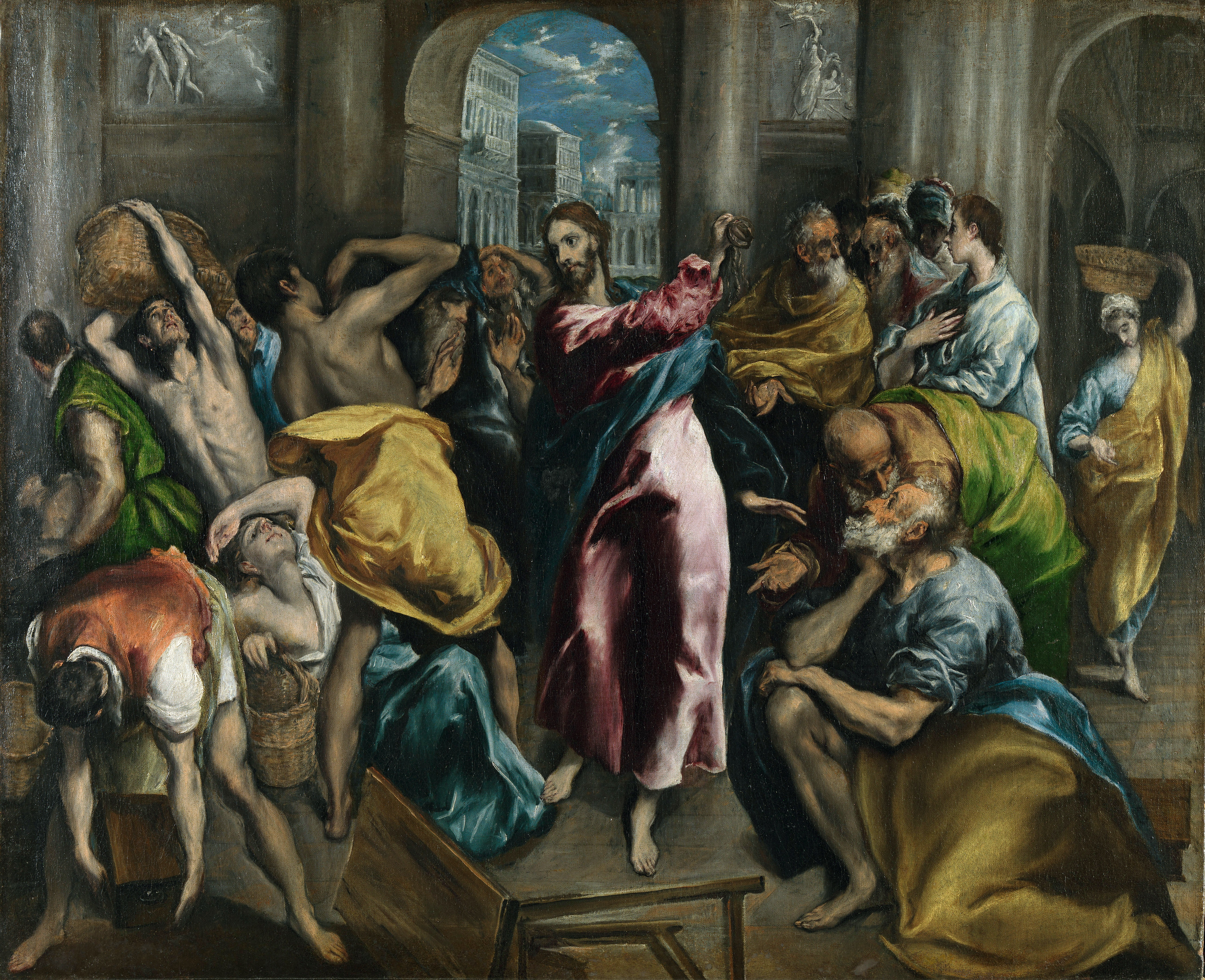
Le Greco - Le Christ chassant les marchands du Temple (1600)
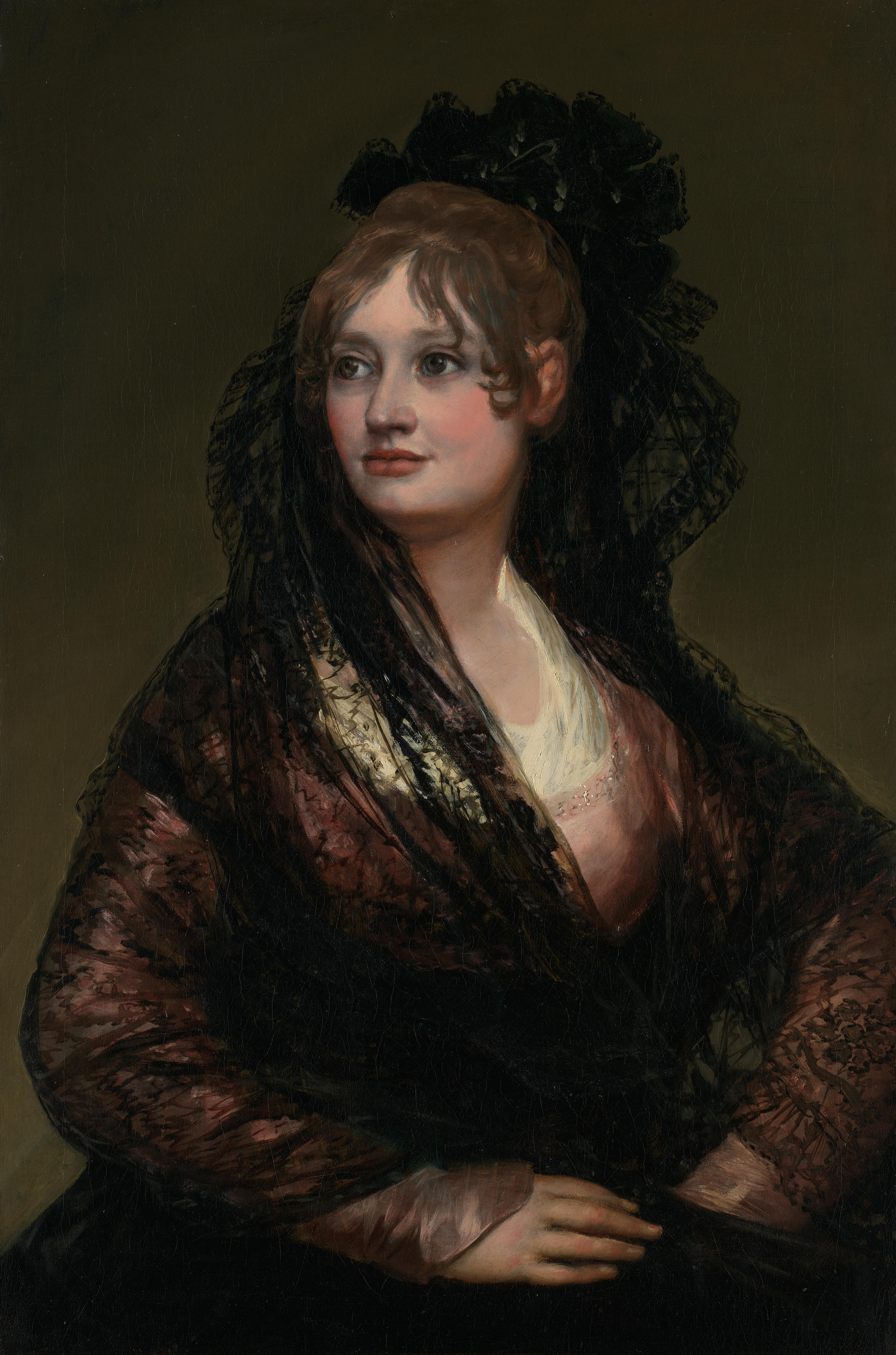
Francisco de Goya - Portrait d'Isabelle Porcel (1805)
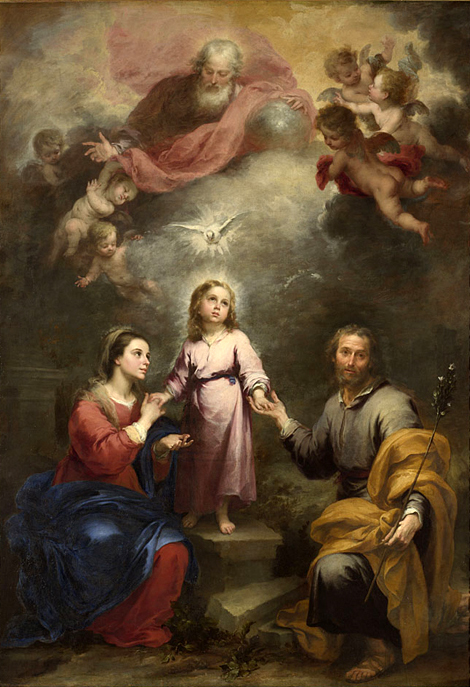
Bartolomé Esteban Murillo - Les Deux Trinités (1675-82)
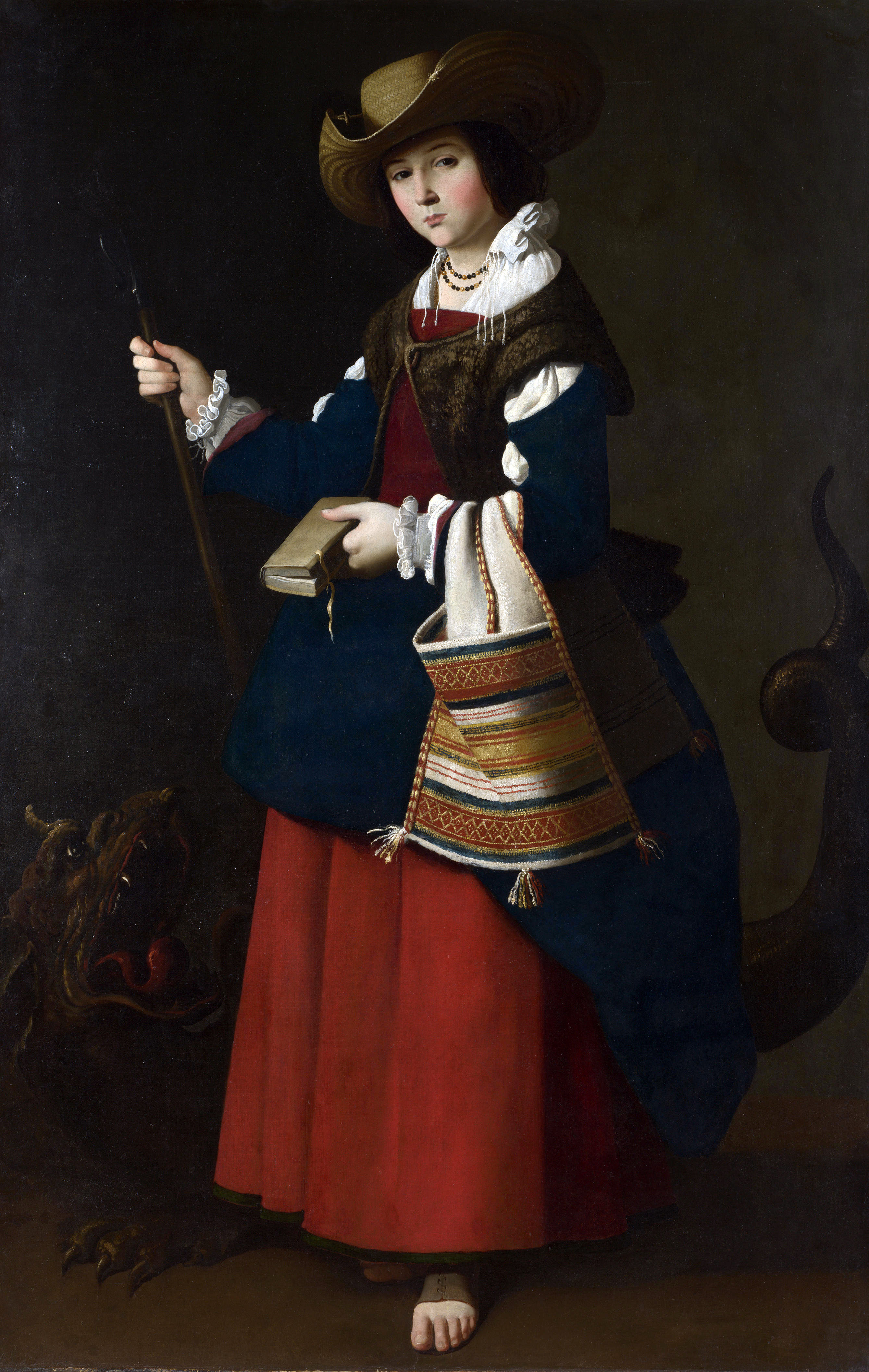
Francisco de Zurbarán - Sainte Marguerite (1631)

### École américaine
- George Bellows - 1 peinture : Men of the Docks.